# Équipe de Yougoslavie de football
Vous lisez un « bon article » labellisé en 2014.
Maillots
L'équipe de Yougoslavie de football, active de 1920 à 1992, est la sélection de joueurs yougoslaves représentant le pays dans les compétitions internationales de football masculin. Elle défend successivement les couleurs du royaume des Serbes, Croates et Slovènes, du royaume de Yougoslavie, de la république fédérative populaire de Yougoslavie et enfin de la république fédérative socialiste de Yougoslavie. 
La sélection est suspendue au printemps 1992 en raison de la guerre et des sanctions qui s'ensuivent prononcées par l'ONU, la FIFA et l'UEFA. Lorsque l'« équipe de Yougoslavie » retrouve le terrain à la fin de l'année 1994, elle ne représente plus l'ensemble de l'ancienne république mais ce qu'il en reste (lire équipe de Serbie-et-Monténégro).
Malgré plusieurs générations de joueurs particulièrement renommés pour leurs qualités techniques, la Yougoslavie ne remporte qu'un seul titre majeur, la médaille d'or aux Jeux olympiques de 1960. Elle a cependant brillé régulièrement en compétition internationale, en atteignant les finales des Championnats d'Europe de 1960 et 1968, et les huit premières places lors de sept des quatorze Coupes du monde qui se sont tenues entre 1930 et 1990.
Avec la dissolution progressive de la Yougoslavie, l'équipe nationale laisse la place au début des années 1990 aux sélections de Croatie, de Slovénie, de Macédoine, de Bosnie-Herzégovine, et enfin de république fédérale de Yougoslavie (qui comprend la Serbie et le Monténégro). L'équipe de Serbie de football est admise par la Fédération internationale de football association (FIFA), le Comité international olympique et l'Union des associations européennes de football (UEFA) comme l'héritière principale des sélections de l'équipe de Yougoslavie.

## Historique

### L'introduction du football dans la région
Le football est introduit en Serbie en mars 1896 par Hugo Buli, de retour d'études en Allemagne où il a notamment joué au BFC Germania 1888. À Belgrade, Buli fait découvrir ce sport à ses amis réunis au sein d'une amicale sportive baptisée Soko en français : « Faucon », qui existe depuis 1891. Un premier match est organisé le 19 mai 1896. En mai 1899, Buli et quelques associés fondent une organisation, ébauche de fédération, baptisée Prvo srpsko druš stvo za igranje loptom en français : « Première association serbe de jeux de ballon », qui ne rencontre cependant pas un grand succès. L'amicale Soko poursuit son développement en nombre et en équipement, jusqu'à ce qu'il paraisse nécessaire de déclarer officiellement ses activités. Le SK Soko naît le 18 avril 1903.
Ce n'est cependant pas le premier club de football de la future Yougoslavie car dès 1901 le FK Bačka est fondé à Subotica, alors intégrée à l'Autriche-Hongrie. En Croatie, le développement du football est impulsé notamment par l'écrivain Franjo Bučar, un pionnier du sport croate. En 1903, Zagreb — qui s'appelle alors Agram — voit la fondation de deux clubs, le HAŠK Zagreb et le PNIŠK.
En 1905, les lois du jeu sont traduites en serbo-croate, contribuant ainsi au développement du sport dans la région. Les créations de clubs se multiplient à travers les Balkans : FK Šumadija à Kragujevac en 1903, HŠK Concordia à Zagreb en 1906, NAK à Novi Sad en 1910, HNK Hajduk Split, Građanski Zagreb et BSK Belgrade en 1911, SK Velika Srbija en français : « SC Grande Serbie » (ancêtre de l’Étoile rouge de Belgrade) en 1913, etc. En 1911, un match non officiel oppose une sélection de joueurs de Belgrade au HAŠK Zagreb. Les Serbes s'inclinent 8-0 sans toutefois démériter face une équipe bien plus forte et expérimentée. D'autre part, le royaume de Croatie-Slavonie lance en 1912 un premier championnat, qui ne va cependant pas à son terme. Le Comité olympique de Serbie, fondé en 1910, organise à son tour en 1914 une compétition opposant les clubs du pays, qui est remportée par le SK Velika Srbija.
Les guerres balkaniques de 1912-1913, puis la Première Guerre mondiale, déclenchée par l'assassinat à Sarajevo de l'archiduc François-Ferdinand, héritier du trône austro-hongrois, mettent un terme à ces compétitions naissantes. Quelques semaines après l'armistice, le 1er décembre 1918, le royaume de Serbie, l'État des Slovènes, Croates et Serbes et le royaume du Monténégro se rassemblent au sein du royaume des Serbes, Croates et Slovènes.

### Premiers pas de la sélection
La paix revenue, le développement du football reprend son cours : la Fédération de Yougoslavie de football (en serbo-croate Jugoslavenski nogometni savez) naît à Zagreb le 18 avril 1919. Son premier président est Danilo Stojanović, surnommé Čika Dača, fondateur du FK Šumadija puis du BSK Belgrade quelques années plus tôt. À défaut d'une compétition à l'échelle du Royaume, un premier championnat de clubs est organisé sur le territoire de la Serbie en 1919-1920.
En août 1920, un tournoi de football est organisé dans le cadre des Jeux olympiques à Anvers (Belgique). Une sélection est mise sur pied par la Fédération, sous la direction du Croate Veljko Ugrinić. Elle compose seule la délégation représentant le Royaume. Le groupe est choisi à la hâte après une opposition entre deux sélections de joueurs de Zagreb et de Belgrade. Les Croates sortant vainqueurs, le club le plus représenté est le Građanski de Zagreb. Pour son premier match officiel, le 28 août 1920, la sélection affronte la Tchécoslovaquie, qui aligne dix joueurs du Sparta Prague. Réduits à dix après treize minutes de jeu à la suite de la sortie sur blessure du demi Rudolf Rupec, ancien international autrichien, les Yougoslaves s'inclinent lourdement face à des Tchèques au jeu beaucoup plus fluide (0-7). Arrivés en finale face à la Belgique, pays hôte, les Tchécoslovaques abandonnent le match pour dénoncer un arbitrage à charge et sont disqualifiés,. En tour de consolation, les Yougoslaves s'arrangent pour jouer un second match face à l'Égypte, perdu 4-2. Artur Dubravčić, le capitaine, et Jovan Ružić sont les deux buteurs.
En 1921, la Fédération s'affilie à la Fédération internationale de football association (FIFA), relancée sous l'impulsion de Jules Rimet. Les Yougoslaves affrontent préférentiellement les années suivantes les sélections des pays alliés de la Petite Entente, la Tchécoslovaquie et le royaume de Roumanie. Les deux alliés sont notamment invités en juin 1922 pour un tournoi organisé à Belgrade en l'honneur du roi Alexandre Ier de Yougoslavie, qui a pris la suite de son père l'été précédent ; les Yougoslaves y remportent face à la Tchécoslovaquie la première victoire de leur histoire (4-3).

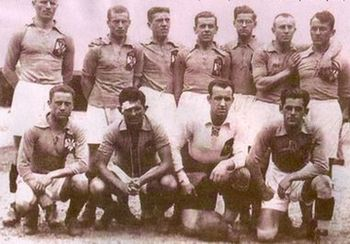
Équipe de Yougoslavie en 1929.

Le football poursuit son développement en interne avec la mise en place d'un véritable championnat national, dont la première édition est remportée par le Građanski en 1923. Forte de nouveaux succès (en Pologne et en Roumanie notamment, en juin 1923), la sélection s'inscrit aux Jeux olympiques de 1924, organisés à Paris. Le sélectionneur Ugrinić est remplacé par Todor Sekulić juste avant la compétition, à la suite d'une défaite face à l'Autriche en février (1-4). Le groupe sélectionné fait logiquement la part belle aux joueurs du Građanski. Parmi eux, Rudolf Rupec, Emil Perška, ancien du CASG Paris, et le gardien de but Dragutin Vrđuka disputent leur deuxième olympiade comme titulaires. Vingt-deux équipes se rendent au tournoi, parmi lesquels l'Uruguay, double champion d'Amérique du Sud en titre et premier représentant du continent à un tournoi olympique. Dès le premier tour, les Yougoslaves sont balayés par la Celeste (7-0), qui remporte le tournoi en impressionnant les observateurs par la qualité de son jeu.
Après cette lourde défaite, Sekulić cède sa place à Dušan Zinaja, ancien international de football et skieur olympique. Après trois défaites en autant de matchs, Ante Pandaković (hr), autre précurseur du sport en Croatie, prend la suite. Il gagne son premier match contre la Bulgarie, et malgré plusieurs défaites par la suite, dispose du temps nécessaire à l'amélioration de la sélection. Même s'ils sont encore régulièrement défaits (par la Tchécoslovaquie, la Hongrie, la France notamment), les Slaves remportent deux nouvelles victoires en Roumanie et en Bulgarie en 1927, puis face à la Turquie en 1928. Au premier tour des Jeux olympiques de 1928 à Amsterdam, la Yougoslavie affronte le Portugal, vainqueur du Chili en tour préliminaire, mais s'incline de nouveau (2-1), malgré un but de Mirko Bonačić. Pandaković reste cependant en poste. En mai 1929, la sélection remporte une victoire de prestige à Paris contre la France (1-3) mais connaît en fin d'année deux défaites en Roumanie et en Grèce dans le cadre de la première édition Coupe des Balkans.

### Première Coupe du monde et premiers succès
Contrairement à la plupart des sélections européennes qui boycottent la première édition de la Coupe du monde de football du fait de son organisation en Uruguay, la Yougoslavie accepte l'invitation, notamment de par l'amitié liant Mihajlo Andrejević, une personnalité influente de la Fédération, au président de la FIFA Jules Rimet. En réaction au déménagement du siège de la Fédération de Zagreb à Belgrade, le 16 mars 1930, les Croates refusent en revanche de participer à la compétition, de sorte que la sélection ne peut compter sur aucun joueur licencié dans les clubs de Croatie et n'est composée que de joueurs serbes. Le sélectionneur Pandaković laisse de plus sa place au Serbe Boško Simonović à quelques semaines de la compétition. Le groupe pioche largement dans l'effectif du BSK Belgrade, principal concurrent du Građanski sur la scène nationale, récent vainqueur du prestigieux Újpest FC. La sélection, dont le capitaine est Milutin Ivković, compte aussi trois joueurs évoluant en France : Ljubiša Stefanović et Ivan Bek (futur naturalisé et international français) du FC Sète et Branislav Sekulić des SO Montpelliérains. La "qualification" des serbo-yougoslave fût des plus compliquées et le roi serbe de Yousoglavie Alexandre Karadorgevic refusa de financer le voyage car les croates ne jouaient pas, il ne voulait pas créer de "jalousie" entre les frères slaves (300 000 dinars soit à peu près 450 000 euro d'aujourd'hui étaient nécessaire). C'est la victoire des aiglons (surnom de l'équipe pendant la Yougoslavie royaliste) contre la Bulgarie qui lança un financement de don des Belgradois, les joueurs du BSK avaient fait un retournement de situation en deuxième mi-temps qui avait provoqué un énorme enthousiasme de la ville blanche (Belgrade signifie "la ville Blanche")[Quoi ?]pour son équipe. En guise de préparation, la Yougoslavie joue trois matchs face à la Bulgarie et la Roumanie (pour deux victoires et un match nul), avant d'entreprendre la traversée de l'Atlantique à bord du MS Florida, un bateau à vapeur. Le voyage dure dix-huit jours.

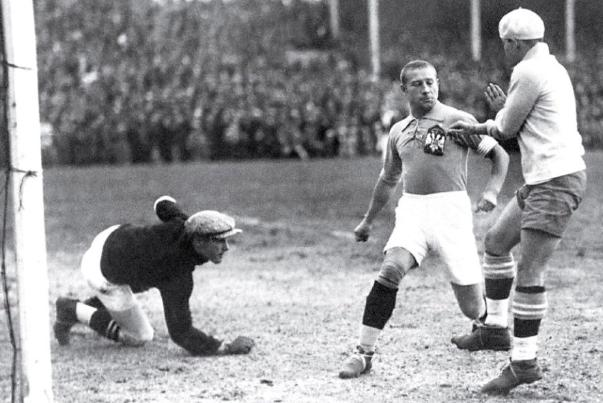
Action de jeu de Yougoslavie-Brésil, avec de gauche à droite Jakšić, Mihajlović et Teóphilo.

La sélection défie dans le groupe 2 le Brésil, tête de série et favori des observateurs, et la Bolivie, qui n'a alors encore jamais gagné de rencontre internationale. Le 14 juillet, les Yougoslaves affrontent le Brésil. Bien organisés, ils créent la surprise en menant deux buts à zéro à la mi-temps grâce à Tirnanić et Bek. Les Brésiliens réduisent l'écart à l'heure de jeu par Preguinho mais ne parviennent pas à égaliser, le gardien Milovan Jakšić multipliant les exploits devant son but. Trois jours plus tard, une victoire face à la Bolivie assure aux Slaves la première place du groupe et la qualification pour les demi-finales. Les Sud-Américains conservent leur but vierge en première mi-temps, avant de craquer face aux assauts répétés (4-0). La Yougoslavie est la seule équipe à s'être qualifiée sans être tête de série de son groupe et le seul représentant européen en demi-finale. Les joueurs sont surnommés par la presse uruguayenne « Iciaciosi » et l'équipe « Icici », en référence la terminaison de leurs noms de famille.

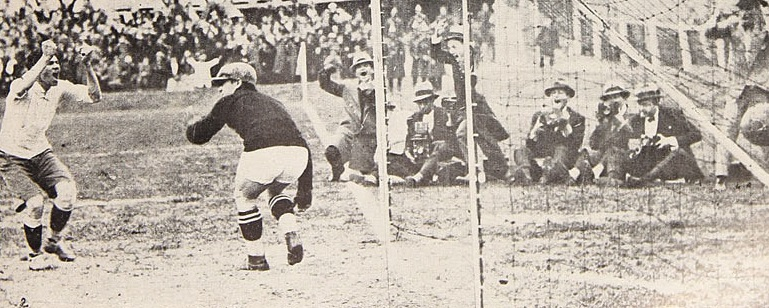
L'Uruguayen Pedro Cea égalise lors de la deuxième demi-finale Uruguay-Yougoslavie.

Le 27 juillet, au stade Centenario, 79 867 spectateurs, record de la compétition, assistent à la demi-finale. Les Yougoslaves ouvrent le score par Vujadinović après quatre minutes. L'Uruguay reprend l'avantage peu après en marquant trois fois entre la 19e et la 23e, par Pedro Cea et Peregrino Anselmo, auteur d'un doublé. Le but du 2-1 est contesté, un policier uruguayen ayant renvoyé la balle à Anselmo alors que celle-ci venait de sortir du terrain. À la stupéfaction des joueurs, l'arbitre brésilien Gilberto Rêgo accorde le but,. Peu avant la demi-heure de jeu, la Yougoslavie marque un but qui est refusé pour une position de hors-jeu controversée. En seconde mi-temps, l'Uruguay marque trois nouveaux buts, par Santos Iriarte et par Pedro Cea à deux reprises, et se qualifie pour la finale.
La troisième place du tournoi, attribuée par la suite lors d’une petite finale entre les deux perdants des demi-finales, fait l'objet de débats pour cette Coupe du monde. La seule source qui mentionne la tenue d'un match pour la troisième place est un bulletin officiel de la FIFA datant de 1984 qui évoque une victoire de la Yougoslavie sur les États-Unis par trois buts à un. Un autre livre, publié en 2009, mentionne que la Yougoslavie aurait refusé de jouer une petite finale, excédée par la mauvaise qualité de l'arbitrage lors de sa demi-finale contre l'Uruguay. En 1986, la FIFA publie un classement rétrospectif de toutes les Coupes du monde en se basant sur le nombre de points marqués et sur la différence de buts des équipes lorsque celles-ci avaient atteint le même tour. Ayant encaissé un but de moins que la Yougoslavie, les États-Unis sont classés officiellement par la FIFA en troisième position.
Après le mondial, l'équipe dispute deux matchs de gala, à Buenos Aires contre l'Argentine et à Rio de Janeiro contre le Brésil,. À son retour en Europe, la Yougoslavie remporte quatre succès de rang contre la Bulgarie, la Grèce et la Hongrie, illustration de son changement de statut. Elle termine la première édition de la Coupe des Balkans à la deuxième place, derrière la Roumanie. En juin 1932, les Yougoslaves en organisent une 2e édition à Belgrade, concentrée cette fois-ci sur quelques jours. Ils battent la Grèce et la Roumanie mais s'inclinent face à la Bulgarie qui remporte le trophée. En 1933, Boško Simonović passe la main à Branislav Veljkovic. Pendant l'été, une nouvelle Coupe des Balkans est organisée, à Bucarest. Ils terminent de nouveau à la deuxième place de la compétition. Par ailleurs, un match fait évènement : l'Espagne de Ricardo Zamora, considéré comme le meilleur gardien de but du moment, se déplace à Belgrade. Les deux équipes se quittent sur un score d'égalité (1-1).
En septembre, sur fond de nouvelle crise entre Serbes et Croates (le championnat n'est pas disputé en 1933-1934), la Yougoslavie débute les qualifications pour la Coupe du monde de football de 1934 par un match nul décevant à domicile face à la Suisse. La victoire sur tapis rouge de cette dernière face à la Roumanie, puis la défaite des Yougoslaves à Bucarest (2-1) en avril, malgré le retour de Simonović sur le banc, scellent leur élimination avant la phase finale en Italie. Après le Mondial, le Brésil vient disputer à Belgrade un match de gala, remporté 8-4 par les locaux. En janvier puis en juin 1935, deux nouvelles éditions de la Coupe des Balkans sont organisés à Athènes puis à Sofia. Les Yougoslaves remportent les deux.
En 1936, Nikola Simić prend à son tour la charge de la sélection, qui boycotte les Jeux olympiques organisés par l'Allemagne nazie. Les résultats sont cependant inquiétants, avec une seule victoire pendant l'année, face à la Pologne (9-3) à Belgrade. Simić cède son poste à Svetozar Popović, surnommé « Kika », un Serbe ancien footballeur international roumain. De nouveau opposée à la Pologne en tours préliminaires à la Coupe du monde de football 1938, la Yougoslavie est éliminée après une lourde défaite à Varsovie qu'elle ne parvient pas à rattraper.
Cette période est marquée par les mouvements sécessionnistes au sein du Royaume, notamment de la part des Croates. La fédération yougoslave est finalement dissoute en 1939 et remplacée par trois associations, respectivement croate, slovène et serbe, chapeautées par un conseil « suprême ». Kika et Simonović assurent la gestion de la sélection yougoslave en alternance, qui dès lors évolue surtout avec des joueurs serbes, d'autant qu'une équipe de Croatie est lancée en 1940. En mai 1939, pour le 100e match officiel de la sélection et l'inauguration du BSK stadion, l'Angleterre est battue à Belgrade grâce à Glišović et Perlić (2-1). En septembre, la Seconde Guerre mondiale débute en Europe mais la Yougoslavie reste épargnée par les combats, de sorte que la sélection poursuit son activité : cinq matchs sont disputés en 1940, dont deux victoires sur l'Allemagne à Vienne puis à Zagreb. Cette période de calme relatif prend fin avec la signature en mars 1941 d'une alliance du Royaume et de l’Allemagne nazie. Le régent Paul est destitué par un coup d'État militaire anti-allemand, qui impose un nouveau roi. Le mois suivant, l’Allemagne et l’Italie envahissent la Yougoslavie, conduisant au démantèlement du Royaume. L'équipe de l'État indépendant de Croatie s'affilie à la FIFA et dispute une vingtaine de matchs amicaux entre 1941 et 1945.
D'importants mouvements de résistance se développent à travers l'ancien royaume et finissent par remporter la victoire militaire sur les forces d'occupation. Plusieurs joueurs d'importance y participent, notamment Milutin Ivković, un des héros de 1930, tué en mai 1943. Le chef communiste Tito prend finalement le pouvoir et crée en novembre 1945 une république fédérale à parti unique communiste, la république fédérative populaire de Yougoslavie. La monarchie est définitivement abolie. Il dissout dans le même élan toutes les organisations, notamment les clubs sportifs, ayant trait à l'ancien pouvoir. Plusieurs grands clubs disparaissent (notamment Građanski, le HAŠK et le SK Jugoslavija) et sont remplacés par d'autres liés aux grands corps de l'État : Dinamo Zagreb, Partizan et Étoile rouge de Belgrade.

### Des finales et la médaille d'or olympique de 1960

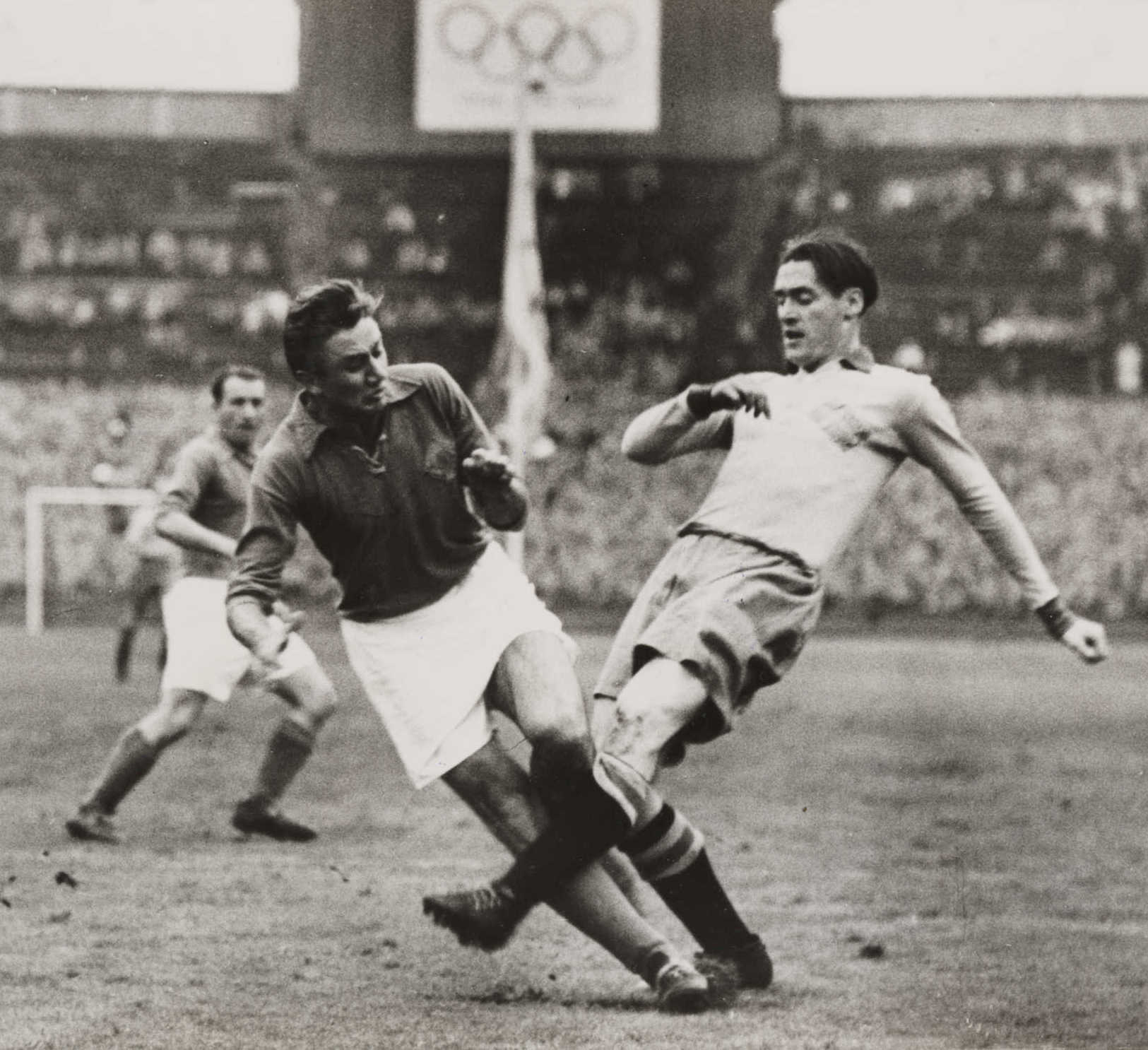
Finale des JO de 1948 contre la Suède.

L'équipe nationale renaît en mai 1946 après un sommeil de plus de cinq ans. Milorad Arsenijević, international emblématique de 1927 à 1934, est nommé sélectionneur. Les deux premiers matchs amicaux sont organisés avec la Tchécoslovaquie, son partenaire historique qui retrouve son indépendance après huit ans d'occupation. La Coupe des Balkans des nations est également relancée, dix ans après la dernière édition. L'Albanie remporte l'édition qu'elle organise au mois d'octobre 1946 à Tirana ; la Hongrie du jeune Ferenc Puskás remporte celle de l'été 1947 après une victoire à Belgrade (3-2). Les Yougoslaves, qui peuvent compter sur une prometteuse génération de joueurs, terminent les deux coupes à la deuxième place.
En 1948, la Yougoslavie s'inscrit aux Jeux olympiques de Londres, la première grande compétition de football depuis la fin de la guerre. Par rapport aux éditions des années 1920 et 1930, le tournoi souffre de sa limitation aux joueurs non professionnels. Aucune sélection d'Amérique du Sud n'est présente, et celles d'Europe de l'Ouest sont amoindries. Les joueurs yougoslaves, officiellement fonctionnaires, ne sont pas considérés comme professionnels et peuvent donc participer sans souci. La sélection est alors basée en grande partie sur l'effectif du FK Partizan Belgrade, champion national en 1947, et notamment son attaquant vedette Stjepan Bobek. Après une victoire facile sur le Luxembourg (6-1), les Yougoslaves écartent la Turquie en quart de finale puis la Grande-Bretagne, au stade de Wembley (3-1). En finale, ils s'inclinent face à la Suède menée par son fameux trio d'attaque « Gre-No-Li ».
En 1949 débutent les éliminatoires pour la Coupe du monde de football de 1950 organisée par le Brésil. Les Yougoslaves se défont sans mal d'Israël en matchs aller-retour puis doivent affronter la France. Après deux matchs nuls 1-1 à Belgrade et à Colombes, un match d'appui est organisé à Florence, que les Yougoslaves remportent après prolongation (3-2) grâce à un but décisif de Željko Čajkovski. Cette fois, les sélectionnés sont majoritairement issus de l'Étoile rouge de Belgrade. Au premier tour, la Suisse et le Mexique sont écartés sans difficulté, mais c'est face au Brésil, pays hôte et tête de série, que se joue la qualification pour le tour final. Dans un Stade Maracanã comble, les Auriverde l'emportent logiquement malgré une belle résistance (2-0). Grâce à ses deux victoires initiales, la Yougoslavie termine officiellement à la 5e place du tournoi.
À son retour, la sélection profite de sa notoriété grandissante. Elle réalise une tournée en Scandinavie, affronte l'Autriche à Vienne, l'Angleterre à Londres, la France à Paris, l'Italie à Milan… En 1952, la sélection participe aux Jeux olympiques d'Helsinki, auxquels concourent six équipes d'Europe de l'Est. Après un premier tour facile contre l'Inde (battu 10-1, un score record en match officiel dans l'histoire de la sélection), les Plavi en français : « les Bleus » éliminent l'Union soviétique en match d'appui (3-1). La première rencontre entre les deux géants communistes a été explosive, les coéquipiers de Bobrov remontant le score de 5-1 à 5-5 dans les toutes dernières minutes. Le Danemark, médaille de bronze en 1948, est battu en quart (5-3), et l'Allemagne en demi (3-1). En finale, ils s'inclinent face à une équipe de Hongrie virtuose, le fameux « Onze d'or hongrois » qui éblouit les observateurs.
Restés invaincus pendant l'année 1953, les Yougoslaves se qualifient pour la Coupe du monde de 1954 en dominant Israël et la Grèce. Vainqueur de la Belgique, de la France et de l'Angleterre en amical, ils se présentent à la compétition en prétendant à une place d'honneur. La Hongrie, invaincue depuis 1950, est la grande favorite. Quelques mois avant la compétition, Arsenijević a laissé place à ses deux adjoints, Aleksandar Tirnanić et Leo Lemešić, eux-mêmes rejoints par trois entraîneurs. Solides, les Slaves gagnent leur place en quart de finale en battant la France (1-0) en match d'ouverture, puis en assurant le nul face au Brésil (1-1 a. p.). Opposés à l'Allemagne, qualifiée malgré une large défaite face à la Hongrie en phase de poule, ils sont battus 2-0, de façon un peu inattendue. Les Allemands remportent finalement la compétition, après une victoire sur la Hongrie en finale connue comme le « miracle de Berne ». En 2010, il est révélé que les Allemands étaient dopés à la pervitine pendant la compétition, les contrôles antidopage n'existant pas encore à l'époque.
Tirnanić reprend seul la direction de la sélection à partir de 1955. En novembre 1956, elle participe aux Jeux olympiques de Melbourne, où seules onze équipes font le déplacement. Vainqueur facile des États-Unis et de l'Inde, la Yougoslavie s'incline en finale face à l'Union soviétique, dont le gardien de but Lev Yachine est la grande révélation (1-0). Un but de Zlatko Papec est refusé pour hors-jeu. La Yougoslavie remporte sa troisième médaille d'argent olympique consécutive. L'année suivante est consacrée à la qualification pour la Coupe du monde en Suède, assurée face aux Roumains et aux Grecs. La qualification de l’Étoile rouge de Belgrade en demi-finale de Coupe d'Europe, puis la large victoire de la sélection sur les Anglais lors du dernier match de préparation (5-0), confirment les ambitions yougoslaves. En poule, la Yougoslavie est mise en échec par l’Écosse (1-1), arrache la victoire face à la France (3-2) puis assure un match nul qualificatif face au Paraguay (3-3). En quart de finale, elle a l'occasion de prendre sa revanche sur l'Allemagne, quatre ans après… Après le but précoce d'Helmut Rahn, le héros de 1954, les Yougoslaves dominent le jeu et se créent de nombreuses situations de but, en vain. Battus, les Yougoslaves terminent la compétition au 5e rang. Les Français, qu'ils ont battus en phase de poule, terminent 3es.
Quelques semaines après la Coupe du monde débutent les qualifications pour la première édition du Championnat d'Europe des nations, organisé par l'Union des associations européennes de football. Fondé en 1954, l'organisme s'inspire du succès de la Coupe des clubs champions européens, lancée en 1955. L'organisation est chaotique : plusieurs sélections d'importance, notamment l'Allemagne, l'Angleterre et l'Italie, refusent d'y participer. Il faut plus d'un an, de septembre 1958 à octobre 1959, pour que les huit duels du premier tour aient lieu - en parallèle se jouent les qualifications pour le tournoi olympique de Rome. Les quarts de finale s'étalent de décembre 1959 à mai 1960. Sous le joug de Francisco Franco, l'Espagne est disqualifiée en raison de son refus de se déplacer en Union soviétique. Vainqueur respectivement de la Bulgarie, du Portugal, d'Israël et de la Grèce, la Yougoslavie fait partie des quatre élus pour la phase finale de l'Euro et des sept qualifiés européens pour les JO.
Ce premier Euro se déroule en France. Le 6 juillet au Parc des Princes, les Yougoslaves disputent face au pays hôte, privé de ses vedettes Kopa et Fontaine, un match particulièrement spectaculaire : menés 3-1, puis 4-2 à un quart d'heure de la fin, les coéquipiers de Galić et Jerković inscrivent trois buts en quatre minutes, non sans l'aide involontaire du gardien français Georges Lamia, et l'emportent 5-4,. En finale ils retrouvent les Soviétiques, face auxquels ils affichent la maîtrise technique et la fougue offensive qu'on leur connaît. Galić ouvre le score avant la pause, mais pour le reste Yachine est impérial, particulièrement sur les coups francs tirés par Kostić. Les Soviétiques égalisent en début de deuxième période, contre le cours du jeu : un tir lointain de Bouboukine est relâché par Vidinić sur Metreveli, buteur de près. Supérieurs physiquement, les Soviétiques emportent la décision au bout de la prolongation, les Yougoslaves devant se satisfaire d'une nouvelle place d'honneur,.
L'Euro est à peine terminé que les Jeux olympiques débutent à Rome. Le groupe yougoslave est en grande partie le même. En poule, l'Égypte et la Turquie sont battues sans difficulté, mais après un match nul face à la Bulgarie (3-3), la Yougoslavie doit à un tirage au sort favorable sa qualification pour la suite du tournoi. Elle dispute à l'Italie, pays hôte, la place en finale. Le capitaine Galić ouvre le score à 107e minute, mais les Italiens égalisent dans la foulée. Finalement la Yougoslavie se qualifie au tirage au sort, une nouvelle fois. En finale, le Danemark ne fait pas le poids. Galić, en ouvrant le score, marque pour le 10e match consécutif. Malgré l'expulsion de ce dernier pour insulte à l'arbitre, les Yougoslaves gagnent 3 buts à 1 et remportent leur premier titre international d'importance.

### Irrégulières années 1960 et 1970

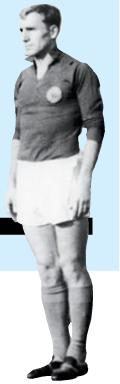
Jerković, meilleur buteur du Mondial 1962.

La Yougoslavie attaque les qualifications de la Coupe du monde de 1962, confiée au Chili, avec une ambition légitime. Après un premier tour victorieux face à la Pologne en juin 1961, la sélection doit disputer sa place en phase finale face à l'équipe de Corée du Sud de football, vainqueur des tours préliminaires de la zone Asie. Tirnanić laisse les rênes de la sélection à son adjoint Lovrić, accompagné de deux nouveaux techniciens, Mihajlović et Ruševljanin. Les Européens l'emportent sans trembler, 5-1 à Belgrade et 3-1 à Séoul, et en profitent pour faire une tournée en Asie en novembre-décembre : Japon, Hong Kong, Indonésie et Israël sur le chemin du retour.
Les Yougoslaves comptent sur la talentueuse génération des Šoškić, Jusufi, Galić, et autres Šekularac pour réussir un bon tournoi. Ils s'installent à Arica où se disputent les matchs de leur groupe. Le tournoi va être marqué par la violence de plusieurs matchs, notamment lors de la défaite initiale des Yougoslaves face aux Soviétiques (2-0), champions d'Europe en titre. Malgré tout, la sélection se qualifie pour le second tour en prenant le dessus sur l'Uruguay (3-1), après un match de nouveau brutal, et la Colombie (5-0). En quart de finale la Yougoslavie rencontre l'Allemagne de l'Ouest, pour la troisième fois d'affilée après les défaites de 1954 et 1958. L'issue du match reste longtemps indécise entre le 4-2-4 virevoltant des Slaves et le jeu physique des Allemands, adeptes de longues passes en avant. Plusieurs fois les Allemands sont proches de marquer, mais en toute fin de match c'est finalement l'ailier Radaković, bandé à la tête depuis un choc avec Seeler, qui offre la victoire aux siens sur un service de Galić,. Pour la première fois depuis 1930 ils atteignent le dernier carré, où ils retrouvent leurs vieux rivaux de la Tchécoslovaquie, vainqueur de la Hongrie grâce à une grande performance de leur gardien de but Viliam Schrojf. Initialement prévu à Santiago, le match est déplacé à Viña del Mar après la qualification surprise de la sélection chilienne pour l'autre demi-finale, de sorte que seulement 6 000 spectateurs vexés assistent au duel slave. Schrojf, assisté de ses montants, repousse les assauts yougoslaves. Les Tchécoslovaques ouvrent la marque juste après la pause. L'égalisation de Jerković à vingt minutes de la fin laisse penser à un retournement de situation, mais Scherer redonne l'avantage aux siens avant de clore la marque sur penalty. En petite finale, dans un stade bondé, le Chili prend la 3e place grâce à un but en toute fin de match d'Eladio Rojas.
Malgré les difficultés rencontrées lors de la première édition, l'UEFA organise un nouveau championnat d'Europe selon les mêmes modalités. Cette fois la compétition n'est boycottée par aucune grande sélection. En novembre 1962, la Yougoslavie reçoit la Belgique en tour préliminaire des éliminatoires. Deux courtes victoires (3-2 à Belgrade, 1-0 à Bruxelles en mars) suffisent à son bonheur. C'est ensuite la Suède qui lui est proposée. Solides à Belgrade en juin (0-0), les Scandinaves l'emportent à Malmö en septembre (3-2) et éliminent les Yougoslaves, qui connaissent là leur premier gros échec depuis la Guerre. Ils n'ont cependant pas le temps de s’appesantir car dès octobre 1964 ont lieu les Jeux olympiques de Tokyo, auxquels la Yougoslavie se présente en tenant du titre. En poule, ils remportent une victoire facile sur le Maroc puis sont battus par la Hongrie après un match hyper spectaculaire (5-4 à la pause, 6-5 à la fin de la rencontre). Avec le forfait de la Corée du Nord, cela suffit à leur qualification. En quart ils sont battus 1-0 par l'équipe d'Allemagne olympique. En tour de consolation, ils infligent une sévère défaite à leurs hôtes japonais mais sont battus pour la 5e place par la Roumanie.
Lovrić est remplacé par un groupe de techniciens rassemblés autour de Tirnanić, qui entame un troisième mandat. Les éliminatoires pour la Coupe du monde 1966 ont alors démarré. En Europe, 32 équipes concourent pour neuf places, une par groupe. La Yougoslavie affronte la France, la Norvège et le Luxembourg. Vainqueur de ses premiers matchs, et notamment de la France à Belgrade, la Yougoslavie s'incline en juin et octobre 1965 en Norvège puis en France. Les Français se qualifient. Inscrite initialement aux qualifications pour les JO de 1968, qui a réduit à cinq le nombre de places pour les pays européens, la Yougoslavie se retire avant son duel face à la Tchécoslovaquie. Par la suite, l'équipe qui disputera les qualifications aux Jeux olympiques ne sera plus l'équipe A mais une sélection olympique spécifique,.
Après plus d'un an et demi de matchs amicaux, Rajko Mitić, ancien international et star de l’Étoile rouge de Belgrade, se voit confier la sélection pour les éliminatoires de l'Euro 1968. Étant donné les bons résultats du Dinamo Zagreb, vainqueur de la Coupe des villes de foires en 1967, et du Partizan Belgrade, défait de justesse en finale de la Coupe d'Europe des clubs champions en 1966, le sélectionneur s'appuie largement sur les effectifs des deux clubs. Après avoir chacun battu l'autre à domicile, la Yougoslavie et l'Allemagne sont au coude à coude dans le groupe de qualification. Les Slaves bénéficient de l'improbable match nul des Allemands en Albanie pour accéder aux quarts de finale, où ils retrouvent la France. Solides à Marseille (1-1), Džajić et ses coéquipiers font exploser les Bleus à Belgrade (5-1). La phase finale est organisée en Italie. Le 5 juin les Slaves se qualifie pour la finale en battant les Anglais, champions du monde en titre, à l'issue d'un match violent, conclu par un but de Džajić (1-0), auteur d'un lob de génie sur Gordon Banks,. Trois jours plus tard, les hommes de Mitić, privés d'Osim blessé en demi-finale, défient à Rome l'Italie des Albertosi, Riva et Rivera. Le match, assez décevant dans le jeu, est dominé par les Yougoslaves. Si Džajić parvient à ouvrir le score, les exploits du gardien de but italien Dino Zoff maintiennent le suspense, jusqu'à l'égalisation sur coup franc de Domenghini à dix minutes de la fin. Deux jours plus tard, la finale est rejouée. Les Italiens, plus frais et renforcés par le retour de Mazzola, s'imposent logiquement (2-0). Džajić est élu meilleur joueur du tournoi.
Le retour aux qualifications, pour la Coupe du monde 1970, est difficile. Versés dans un groupe de quatre équipes dont seul le vainqueur est qualifié, les Yougoslaves sont battus en Belgique (3-0) puis tenus en échec à Belgrade par l'Espagne (0-0). En décembre, ils réalisent une tournée en Amérique du Sud, jouant deux fois le Brésil (3-3 et défaite 3-2) et une fois l'Argentine (1-1). En avril 1969, les Yougoslaves doivent l'emporter en Espagne pour conserver une chance se qualifier, mais ils s'inclinent 2-1 avec une équipe renouvelée à moitié par rapport aux finalistes de l'Euro.
Vujadin Boškov devient sélectionneur en 1971, dans le cadre des qualifications pour l'Euro 1972. Les Yougoslaves prennent le dessus sur les Pays-Bas, qui n'ont pas encore tiré parti du formidable succès de leurs clubs sur la scène européenne, et l'Allemagne de l'Est. En juillet 1971, la sélection va jouer à Rio de Janeiro, devant 160 000 spectateurs, un match de gala avec les champions du monde brésiliens fêtant la fin de la carrière internationale de Pelé. En octobre, une sélection bis remporte pour la première fois le tournoi de football des Jeux méditerranéens, face à la Tunisie. Novak (en) est le seul buteur en finale. En mai 1972, en quart de finale de l'Euro, dernière étape avant la phase finale, les Yougoslaves affrontent l'Union soviétique. Tenus en échec à Belgrade, ils s'inclinent à Moscou (3-0) et sont éliminés. Quelques semaines plus tard, la sélection retourne au Brésil - pour la troisième fois en deux ans - participer à la Coupe de l'Indépendance. Vingt équipes jouent le tournoi, qui dure un mois. Les Yougoslaves remportent leur poule de premier tour, devant le Venezuela (battu 10-0), le Paraguay, le Pérou et la Bolivie. Tenus en échec par l’Écosse puis battus par leurs hôtes, ils se qualifient pour la petite finale en dominant la Tchécoslovaquie. Ce dernier match face à l'Argentine réunit 120 000 spectateurs à Rio et s'achève sur une victoire de prestige des Européens (4-2).
Fin 1972 débutent les éliminatoires de la Coupe du monde 1974. Yougoslavie et Espagne terminent à égalité. Après le match nul de l'Espagne à Belgrade, Boškov a été remplacé par une équipe de techniciens autour de Miljan Miljanić. Un match d'appui entre les deux sélections est organisé en février 1974 à Francfort, que les Yougoslaves remportent sur un but de Katalinski. Les matchs de préparation ne sont pas très brillants mais la sélection se rassure en match d'ouverture en résistant aux tenants du titre brésiliens (0-0) puis en atomisant les néophytes du Zaïre (9-0). Un nouveau match nul face à l’Écosse (1-1) leur suffit à s'assurer la 1re place du groupe à la différence de buts. Au second tour ils ne font pas le poids face à l'Allemagne, pays hôte (0-2), la Pologne, championne olympique (1-2), et la Suède (1-2). La compétition est marquée par le jeu révolutionnaire déployé par les Pays-Bas, malgré leur défaite en finale face à l'Allemagne.

Scènes de la Coupe du monde 1974
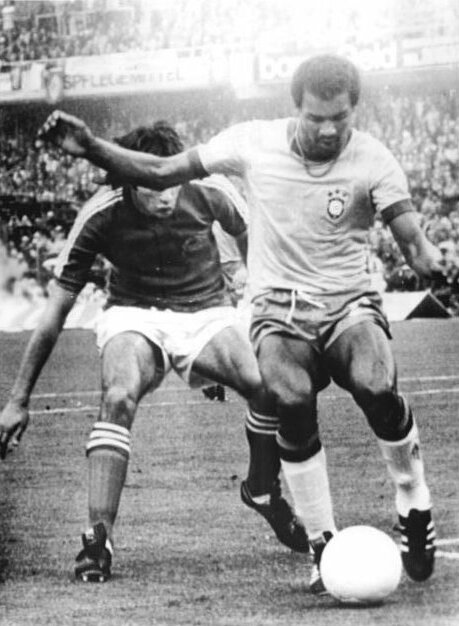
Brésil-Yougoslavie
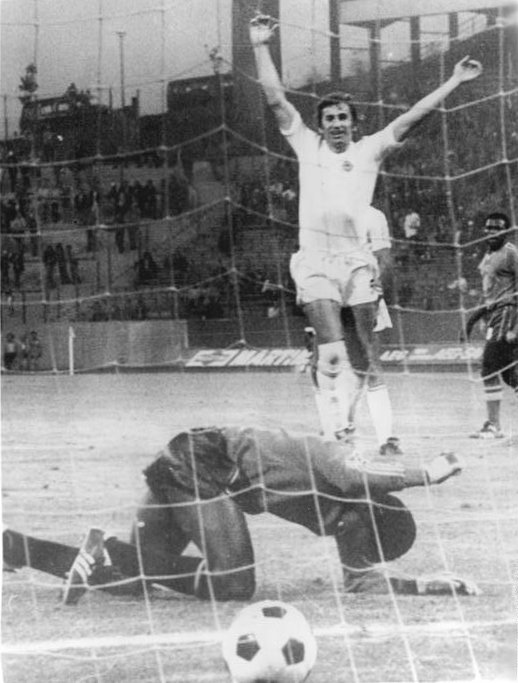
Katalinski marque face au Zaïre
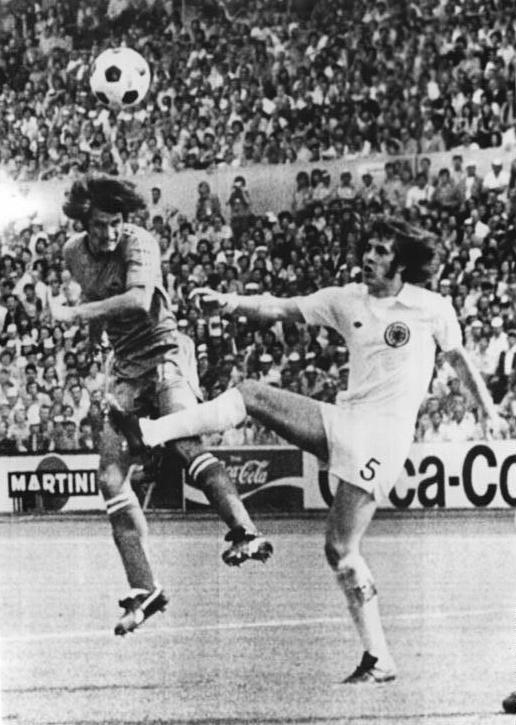
Écosse-Yougoslavie

Au retour d'Allemagne, Ante Mladinić, fort de ses expériences dans plusieurs clubs yougoslaves, devient sélectionneur pour les éliminatoires de l'Euro 1976. Malgré une défaite surprise en Irlande du Nord en avril 1975, les Yougoslaves remportent leur groupe. Outre les anciens Petrović et Džajić, cette génération compte plusieurs joueurs de grande valeur comme Katalinski, Popivoda ou encore Šurjak. Qualifiés pour les quarts de finale, au printemps 1976, ils prennent le meilleur sur le Pays de Galles, battu 2-0 à Belgrade et tenu en échec au retour. Le match à Cardiff est marqué par de graves incidents en tribune, en réaction aux décisions arbitrales,. Des quatre demi-finalistes, la Yougoslavie est choisie comme pays hôte pour la phase finale. Le tirage au sort lui fait affronter l'Allemagne, championne du monde en titre, à Belgrade. Alors qu'ils mènent 2-0 à la mi-temps grâce à Popivoda et Džajić, les Yougoslaves concèdent l'égalisation à dix minutes de la fin avant de craquer en prolongation (2-4 a. p.). L'Allemand Dieter Müller a fêté sa première sélection en inscrivant les trois derniers buts de son équipe. Cette défaite est vécue comme un drame au sein du football yougoslave. En petite finale face aux Pays-Bas, dans un stade Maksimir de Zagreb qui sonne bien creux, ils s'inclinent encore, après être pourtant revenus de 0-2 à 2-2 (2-3). En finale, la Tchécoslovaquie crée la surprise en remportant le trophée aux tirs au but.

### Retour à l'ordinaire
Après la déception de 1976, Mladinić laisse sa place à Ivan Toplak, qui tente de rajeunir le groupe. Les qualifications pour la Coupe du monde 1978 tournent au désastre, la Yougoslavie étant logiquement éliminée après deux défaites à domicile par l'Espagne et la Roumanie, et cela malgré l'éclosion de Safet Sušić, auteur de cinq buts pour ses deux premières sélections. L'année 1978 est particulièrement délicate : la sélection connaît quatre entraîneurs et ne remporte qu'un seul des cinq matchs qu'elle dispute. Opposés aux mêmes concurrents pour le compte des éliminatoires de l'Euro 1980, les Yougoslaves s'inclinent une nouvelle fois contre l'Espagne à Belgrade en ouverture puis en Roumanie. Le retour de Miljan Miljanić comme sélectionneur permet de retrouver cohérence, stabilité et des résultats. Aux Jeux méditerranéens de 1979, organisés à Split, la Yougoslavie remporte une 2e fois la médaille d'or grâce à six victoires de suite, dont la finale face à l'équipe de France « Amateurs » (3-0),. Malgré deux victoires sur leurs rivaux, ses hommes terminent un point derrière les Espagnols dans la course à l'Euro. Maigre consolation, la Yougoslavie est élue « équipe européenne de l'année » par l'hebdomadaire France Football.

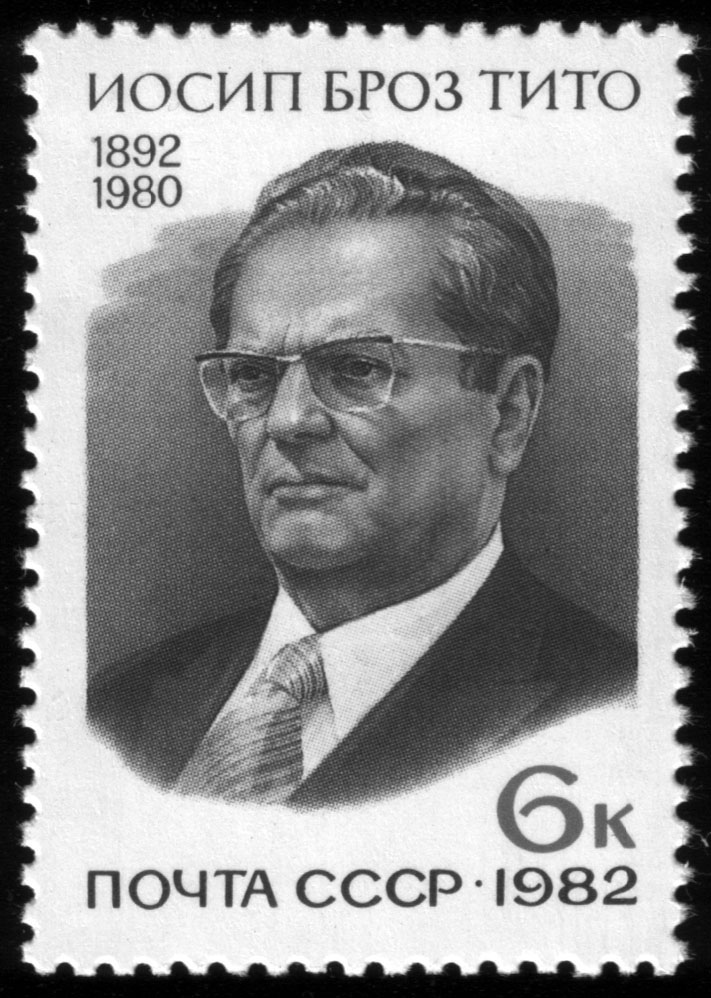
Le Maréchal Tito meurt en 1980.

À défaut de championnat d'Europe, la sélection dispute en 1980 face à la Roumanie la finale de la dernière édition de la Coupe des Balkans, relancée quelques années plus tôt. Malgré une victoire (2-0) à Belgrade, elle perd le trophée en s'inclinant 4-1 à Bucarest. Par ailleurs, la sélection olympique, qualifiée pour les Jeux olympiques de Moscou, atteint les demi-finales. Battue par la Tchécoslovaquie et l'Union soviétique, elle termine à la 4e place. Cette année est marquée sur la scène nationale par la mort en mai 1980 du Maréchal Tito, président de la Yougoslavie depuis 1953, garant de l'unité du pays et soutien infaillible de l'équipe nationale de football. L'annonce de son décès, en plein derby entre l'Hadjuk Split et l'Étoile rouge de Belgrade, provoque l'interruption du match.
Sur la lancée de ses derniers résultats, la Yougoslavie réalise un parcours qualificatif pour la Coupe du monde 1982 de bien meilleure qualité : malgré une défaite et un nul face à l'Italie, demi-finaliste des deux derniers tournois internationaux, elle termine à la première place du groupe grâce à quatre victoires sur le Danemark et la Grèce. Lors du tournoi en Espagne, elle est d'abord tenue en échec par de surprenants Nord-Irlandais, puis battue par leurs hôtes espagnols, bénéficiaires d'un penalty qui fait grande polémique (2-1). Malgré une dernière victoire arrachée face au Honduras, la Yougoslavie termine 3e à la différence de buts après la victoire de l'Irlande du Nord sur l'Espagne, et se trouve éliminée.
Les éliminatoires à l'Euro 1984 débutent par une défaite ennuyeuse en Norvège, qui est rapidement distancée. La première place se joue jusqu'au bout entre la Yougoslavie, le pays de Galles et la Bulgarie, au coude à coude. La réception de la Bulgarie à Split en décembre 1983 est décisive : le vainqueur du match gagne son billet pour l'Euro, et en cas de match nul ce sont les Gallois qui se qualifient. Au bout d'un match indécis, les Yougoslaves l'emportent 3-2 grâce à un but dans les arrêts de jeu de Radanović,. La Yougoslavie ne part pas favorite : malgré la richesse de ses talents individuels (Katanec, Sušić, Baždarević, Vujović, Hadžibegić, Piksi Stojković…), on doute de la capacité de Todor Veselinović à en faire une équipe soudée et cohérente, d'autant qu'elle manque cette fois d'un grand gardien de but. Pendant les éliminatoires, l'effectif yougoslave a été particulièrement changeant, trois joueurs seulement ayant disputé plus de la moitié des matchs (Stojković, Sušić et le jeune Gudelj). La sélection traverse la compétition en touriste. Les Yougoslaves sont éliminés sèchement au premier tour, après des défaites face aux Belges (2-0), aux Danois version Danish Dynamite (5-0) et aux Français de Michel Platini, auteur d'un triplé (2-3).
Miloš Milutinović prend la suite de Veselinović. La sélection tombe dans un groupe de qualification à la Coupe du monde 1986 difficile, qui réunit notamment la France, championne d'Europe en titre, la Bulgarie et l'Allemagne de l'Est. Les débuts sont convenables. Début 1985, les Yougoslaves partent deux semaines en Inde participer à la Nehru Cup, une compétition internationale amicale dont ils perdent la finale face à l'Union soviétique. La fin des qualifications tourne au désastre : trois défaites lors des trois derniers matchs repoussent la sélection à la 4e place sur cinq.

### Les dernières années
À la suite de cet échec, la fédération nomme un nouveau sélectionneur en la personne d'Ivan Osim, entraîneur à succès du Željezničar Sarajevo et adjoint d'Ivan Toplak aux JO de 1984, où les Plavi ont rapporté la médaille de bronze. Dans un contexte de montée des tensions ethniques, Osim présente la particularité de se revendiquer yougoslave, et non bosnien. Les éliminatoires de l'Euro 1988 offrent l'Angleterre comme principal adversaire aux hommes d'Osim. Malgré de bons résultats par ailleurs, la double défaite face aux Anglais (dont une douloureuse défaite 1-4 à Belgrade) scellent leur élimination. Contrairement aux habitudes de la Fédération, son président Miljan Miljanić maintient Osim à son poste, alors qu'arrive à maturité l'exceptionnelle génération vainqueur de la Coupe du monde des moins de 20 ans en 1987,.
Renforcée par les Prosinečki, Boban et autres Mijatović, la sélection fait un bien meilleur parcours en qualification pour la Coupe du monde 1990 où elle prend le dessus sur la France et l'Écosse. Mais les tensions ethniques sont de plus en plus fortes au sein du pays. Le 13 mai 1990, le choc opposant le Dinamo Zagreb à l'Étoile rouge de Belgrade (dont les supporters sont menés par Arkan) donne lieu à de graves incidents. Boban est suspendu six mois pour avoir frappé un policier, et se voit donc privé de Coupe du monde. Dominés par les Allemands au premier match, les Yougoslaves se qualifient pour les huitièmes de finale en battant la Colombie (1-0) puis les Émirats arabes unis (4-1). Vainqueurs de l'Espagne grâce à un doublé de Stojković (2-1 a. p.), ils affrontent les Argentins, tenants du titre, lors d'un quart de finale particulièrement disputé. À dix après 31 minutes de jeu et l'expulsion de Šabanadžović, le défenseur chargé du marquage de Diego Maradona, les Yougoslaves tiennent et se créent même plusieurs occasions d'ouvrir le score, sans succès. Arrivés à l'épreuve des tirs au but, ils sont tout proches de la qualification quand Ivković détourne l'essai de Maradona. Mais le gardien de but argentin Goycochea sort les deux derniers tirs yougoslaves et qualifie les siens.
Les éliminatoires pour l'Euro 1992 sont une formalité, seulement entachée par la victoire du Danemark à Belgrade qui répond à celle des Slaves à Copenhague. La victoire de l'Étoile rouge de Belgrade, où évolue de nombreux joueurs internationaux, en Coupe d'Europe puis en Coupe intercontinentale fait espérer le meilleur à la sélection, en dépit de la montée des tensions ethniques dans le pays. En juin 1991, la Croatie et la Slovénie proclament leur indépendance, privant les Plavi de leurs ressortissants. L'éclatement de la guerre civile yougoslave, à partir de novembre 1991, conduit le Conseil de sécurité des Nations unies à voter le 30 mai 1992 la résolution 757, qui instaure un embargo contre la Yougoslavie et l'empêche notamment de participer à toute manifestation sportive. Dix jours avant la compétition, les Yougoslaves sont exclus de l'Euro. Quelques jours plus tôt, Osim avait démissionné à la suite du bombardement de Sarajevo par l'armée serbe. Le Danemark, repêché par l'UEFA en tant que deuxième du groupe de la Yougoslavie, remportera le Championnat d'Europe.
Avec l'éclatement du pays, l'équipe de Yougoslavie est mise en sommeil après le match de préparation pour l'Euro disputé à Amsterdam contre les Pays-Bas le 25 mars 1992 (défaite 2-0).
Les pays d'ex-Yougoslavie nouvellement indépendants disposant déjà pratiquement toutes de leur propre fédération de football (active en tant que sous-fédération du temps de la Yougoslavie) demandent leur affiliation auprès de la FIFA. C'est le cas de la Croatie et de la Slovénie dès 1992, de la Macédoine en 1994, de la Bosnie-Herzégovine en 1996. De son côté la république fédérative socialiste de Yougoslavie démantelée est réformée autour de la Serbie et du Monténégro et devient la république fédérale de Yougoslavie. La Fédération yougoslave de football (FSJ) reste aux commandes du football yougoslave (version serbo-monténégrine) dont l'équipe nationale revient en scène fin 1994, toujours sous les mêmes couleurs bleu-blanc-rouge. L'équipe de Yougoslavie retrouve la compétition officielle lors des qualifications pour la Coupe du monde 1998, à laquelle elle se qualifie en même temps que la Croatie. Après changement de nom en Serbie-Monténégro en 2003 l'équipe de la FSJ (renommée FSSCG) participe une dernière fois à a la Coupe du monde en 2006 au moment où le Monténégro prend son indépendance (sa sélection nationale sera reconnue en 2007) et où la "Yougoslavie" cesse donc d'exister définitivement. La FSJ est dissoute en juin 2006, et la Fédération serbe de football (FSS) se porte immédiatement cessionnaire de l'ancienne fédération obtenant ainsi la continuité de l'affiliation à la FIFA et à l'UEFA (après accord des parties concernées). Cette opération permet juridiquement à la Serbie d'hériter du palmarès de l'équipe de Yougoslavie,.

## Résultats

### Compétitions officielles
Les premières compétitions officielles auxquelles la sélection participe sont les tournois olympiques des années 1920. Elle participe à la première édition de la Coupe du monde de football en 1930 où elle remporte ses premières victoires en compétition officielle et atteint le stade des demi-finales. Après-guerre, la Yougoslavie dispute quatre finales olympiques consécutives, entre 1948 et 1960, un fait unique dans l'histoire de l'épreuve olympique de football. Défaite en 1948, 1952 et 1956, elle remporte finalement la médaille d'or en 1960. Les résultats obtenus après 1968 (une 4e place en 1980 et une médaille de bronze en 1984) ne sont plus le fait de l'équipe A de Yougoslavie mais d'une sélection olympique spécifique.
En Coupe du monde, les Yougoslaves affrontent l'Allemagne en quart de finale trois fois d'affilée. Ils s'inclinent en 1954 et 1958, puis prennent leur revanche en 1962 mais sont de nouveau battus en demi-finale, ce qui restera leur meilleur résultat dans la compétition. En 1990, ils sont proches de réitérer la performance mais s'inclinent aux tirs au but face à l'Argentine en quart de finale. La Yougoslavie est exclue des éliminatoires de la Coupe du monde 1994 au printemps 1992.
En Championnat d'Europe, la sélection atteint la finale dès la première édition en 1960 mais s'incline face à l'URSS. En 1968, il faut deux finales à Rome à la Squadra Azzurra italienne pour l'emporter sur la Yougoslavie. Lors de l'édition 1976, organisée à Belgrade et Zagreb, elle s'incline en demi-finale face à la RFA, championne du monde en titre, après prolongation. En 1992, la Yougoslavie disqualifiée est remplacée quelques jours avant l'Euro par le Danemark, son dauphin, qui remporte la compétition à la surprise des observateurs.
| Année | Résultat            | Class.    | J  | G  | N | P | bp | bc |
| ----- | ------------------- | --------- | -- | -- | - | - | -- | -- |
| 1920  | 1er tour            | -         | 1  | 0  | 0 | 1 | 0  | 7  |
| 1924  | Tour préliminaire   | -         | 1  | 0  | 0 | 1 | 0  | 7  |
| 1928  | 1/8e de finale      | -         | 1  | 0  | 0 | 1 | 1  | 2  |
| 1936  | Non participant     | -         | -  | -  | - | - | -  | -  |
| 1948  | Finale              | 2e        | 4  | 3  | 0 | 1 | 13 | 6  |
| 1952  | Finale              | 2e        | 6  | 4  | 1 | 1 | 26 | 13 |
| 1956  | Finale              | 2e        | 3  | 2  | 0 | 1 | 13 | 3  |
| 1960  | Finale              | Vainqueur | 5  | 3  | 2 | 0 | 17 | 6  |
| 1964  | Quart de finale     | -         | 3  | 1  | 0 | 2 | 8  | 8  |
| 1968  | Non part. (forfait) | -         | -  | -  | - | - | -  | -  |
| Total | 8/10                |           | 20 | 13 | 3 | 5 | 77 | 36 |

| Année | Résultat                             | Class. | J  | G  | N | P  | bp | bc |
| ----- | ------------------------------------ | ------ | -- | -- | - | -- | -- | -- |
| 1930  | Demi-finale                          | 4e     | 3  | 2  | 0 | 1  | 7  | 7  |
| 1934  | Non qualifiée                        | -      | -  | -  | - | -  | -  | -  |
| 1938  | Non qualifiée                        | -      | -  | -  | - | -  | -  | -  |
| 1950  | Groupe 1er tour (quart de finale)    | 5e     | 3  | 2  | 0 | 1  | 7  | 3  |
| 1954  | Quart de finale                      | 7e     | 3  | 1  | 1 | 1  | 2  | 3  |
| 1958  | Quart de finale                      | 5e     | 4  | 1  | 2 | 1  | 7  | 7  |
| 1962  | Demi-finale                          | 4e     | 6  | 3  | 0 | 3  | 10 | 7  |
| 1966  | Non qualifiée                        | -      | -  | -  | - | -  | -  | -  |
| 1970  | Non qualifiée                        | -      | -  | -  | - | -  | -  | -  |
| 1974  | Groupe 2e tour (quart de finale)     | 7e     | 6  | 1  | 2 | 3  | 12 | 7  |
| 1978  | Non qualifiée                        | -      | -  | -  | - | -  | -  | -  |
| 1982  | Groupe 1er tour (douzième de finale) | 16e    | 3  | 1  | 1 | 1  | 2  | 2  |
| 1986  | Non qualifiée                        | -      | -  | -  | - | -  | -  | -  |
| 1990  | Quart de finale                      | 5e     | 5  | 3  | 1 | 1  | 8  | 6  |
| 1994  | Exclue de la phase préliminaire      | -      | -  | -  | - | -  | -  | -  |
| Total | 8/15                                 |        | 33 | 14 | 7 | 12 | 55 | 42 |

| Année | Résultat                                           | Class. | J  | G | N | P | bp | bc |
| ----- | -------------------------------------------------- | ------ | -- | - | - | - | -- | -- |
| 1960  | Finale                                             | 2e     | 2  | 1 | 0 | 1 | 6  | 6  |
| 1964  | Huitième de finale (non qualifiée pour le tournoi) | -      | -  | - | - | - | -  | -  |
| 1968  | Finale                                             | 2e     | 3  | 1 | 1 | 1 | 2  | 3  |
| 1972  | Quart de finale (non qualifiée pour le tournoi)    | -      | -  | - | - | - | -  | -  |
| 1976  | Demi-finale                                        | 4e     | 2  | 0 | 0 | 2 | 4  | 7  |
| 1980  | Non qualifiée                                      | -      | -  | - | - | - | -  | -  |
| 1984  | Groupe 1er tour (quart de finale)                  | -      | 3  | 0 | 0 | 3 | 2  | 10 |
| 1988  | Non qualifiée                                      | -      | -  | - | - | - | -  | -  |
| 1992  | Disqualifiée                                       |        |    |   |   |   |    |    |
| Total | 4/9                                                |        | 10 | 2 | 1 | 7 | 14 | 26 |

### Trophées amicaux
La Yougoslavie participe à onze des douze éditions de la Coupe des Balkans des nations, une compétition de football réservée aux sélections nationales des Balkans, organisées entre 1929 et 1980. Elle remporte le trophée à deux reprises, en 1934 et 1935.
| Édition   | Class.       | M  | V  | N* | D  | bp | bc |
| --------- | ------------ | -- | -- | -- | -- | -- | -- |
| 1929-1931 | 2e / 4       | 6  | 3  | 0  | 3  | 12 | 9  |
| 1931      | 3e / 3       | 2  | 0  | 0  | 2  | 2  | 5  |
| 1932      | 2e / 4       | 3  | 2  | 0  | 1  | 12 | 5  |
| 1933      | 2e / 4       | 3  | 2  | 0  | 1  | 9  | 8  |
| 1934-1935 | 1er / 4      | 3  | 2  | 0  | 1  | 9  | 5  |
| 1935      | 1er / 4      | 3  | 2  | 1  | 0  | 11 | 4  |
| 1936      | Non disputée |    |    |    |    |    |    |
| 1946      | 2e / 4       | 3  | 2  | 0  | 1  | 6  | 5  |
| 1947      | 2e / 5       | 4  | 3  | 0  | 1  | 11 | 7  |
| 1948      | Non terminée | 3  | 2  | 1  | 0  | 4  | 1  |
| 1973-1976 | Non disputée |    |    |    |    |    |    |
| 1977-1980 | 2e / 5       | 4  | 2  | 1  | 1  | 7  | 5  |
| Total     | Total        | 34 | 20 | 3  | 11 | 83 | 54 |

## Identité

### Couleurs

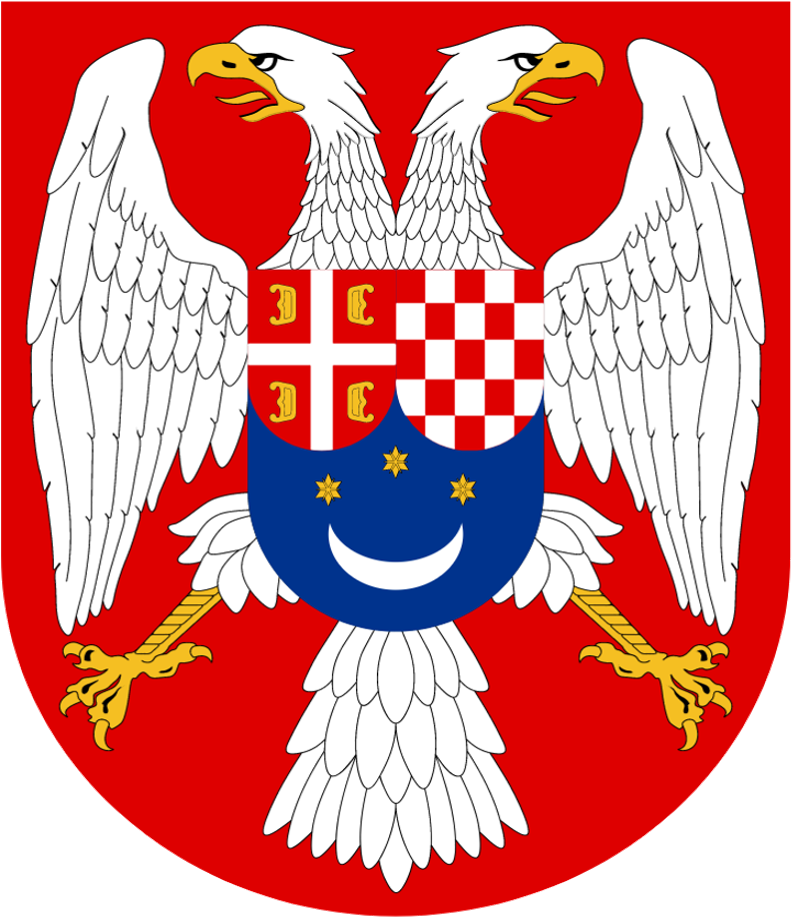
Armes du royaume de Yougoslavie (1918-1941).
Emblème de la RFS de Yougoslavie (1946-1992).

Lors de la première Coupe du monde en 1930, les Yougoslaves portent un maillot rouge et des bas noirs, avec l'aigle bicéphale des armes du royaume de Yougoslavie cousu comme écusson.
Après-guerre, les couleurs changent et reprennent celles du drapeau de la république fédérative socialiste de Yougoslavie : maillot bleu, shorts blancs et bas rouges. L’emblème de la République est tissé sur les maillots. La couleur du maillot vaudra à la sélection son surnom le plus courant : les Plavi, un surnom commun aux différentes équipes sportives de Yougoslavie. Au gré des années et des compétitions, le maillot évolue dans ses détails et décoration.
| 1930, | 1950-1962 | 1974 | 1982 | 1984 | 1990 |

### Style de jeu
Les sélections de Yougoslavie ont souvent brillé par leur jeu vif et offensif, pratiqué par des joueurs d'un haut niveau technique ; souvent gâché au plus haut niveau pour des raisons extra-sportives, tenant à la situation du pays : scepticisme, individualisme, vanité. On parle parfois d'« école yougoslave » pour qualifier ces joueurs si talentueux techniquement. À ce titre, les Yougoslaves ont été surnommés les « Brésiliens de l'Europe », en référence aux qualités techniques cultivées par les footballeurs du Brésil,.
Les automatismes en sélection étaient facilités par l'obligation des joueurs yougoslaves de rester dans le pays jusqu'à leurs 27 ans, qui par conséquent se connaissaient parfaitement.

### Diversité ethnique, unité linguistique
« La Yougoslavie a six Républiques, cinq nations, quatre langues, trois religions, deux alphabets et un seul parti. »

— Josip Broz Tito.
Cette célèbre déclaration illustre la réalité de l'identité yougoslave. L’hétérogénéité de la Yougoslavie a régulièrement affecté le quotidien de la sélection, ballottée par des évènements et enjeux politiques dépassant le cadre du sport. Au delà des simples critères sportifs, les sélectionneurs yougoslaves pouvaient prendre en compte la nationalité des joueurs, leur club d'origine et… le lieu du match pour composer leur équipe et s'assurer du meilleur soutien populaire. Selon que les rencontres se tenaient à Zagreb ou à Belgrade, la proportion de Croates et de Serbes pouvait différer sensiblement.
Fort heureusement, les Serbes, Croates, Bosniaques et Monténégrins parlaient nativement la même langue, le serbo-croate (également appelée « bosniaque-croate-monténégrin-serbe » ou BCMS), qui était de plus enseignée dans tout le pays, notamment aux Slovènes et Macédoniens.

## Infrastructures
La majorité des rencontres disputées à domicile par l'équipe de Yougoslavie est organisée alternativement à Belgrade et à Zagreb, les capitales respectives de Serbie et de Croatie, où se situent les plus grands stades du pays.
Les trois premiers matchs disputés dans son pays par la sélection yougoslave, en 1922, sont accueillis respectivement par le SK Jugoslavija, résident jusqu'en 1925 du Trkalište dans le centre de Belgrade, par le HŠK Concordia Zagreb, qui vient d'achever la construction du Stadion Concordije (qui accueillera onze autres matchs de la sélection jusqu'en 1947), et enfin par le HAŠK, propriétaire du stade Maksimir, qui deviendra bientôt le plus grand stade de la capitale croate.
À Belgrade, la sélection se partage avant-guerre entre le BSK Stadion, du nom du BSK son club résident, et le SK Jugoslavija Stadion, construit en 1925. Les deux stades sont détruits après la guerre. Le premier par l'Armée populaire yougoslave, qui souhaite doter son club, le FK Partizan, d'un stade moderne à cet emplacement : ce sera le JNA Stadion. Le second en 1959 par l'Étoile rouge pour permettre la construction du Stade de l'Étoile rouge. Doté initialement de 100 000 places, ce qui en fait la plus grande enceinte du pays, il est surnommé Marakana en référence au stade Maracanã de Rio de Janeiro. Plus rarement, la sélection évolue dans d'autres villes, au stade Stari plac de Split et au stade Koševo de Sarajevo notamment.
À partir de sa construction, le Stade de l'Étoile rouge accueillera les principales affiches, notamment la demi-finale de l'Euro 1976 perdue par la Yougoslavie. L'autre stade à accueillir la compétition est le stade Maksimir de Zagreb, où les Yougoslaves s'inclinent en petite finale de l'Euro devant des tribunes quasiment vides. Le dernier match de la sélection au JNA Stadion se tient en 1988. Le dernier match joué à domicile par la Yougoslavie, en mai 1991, est organisé au Stade de l'Étoile rouge, comme lors des précédents matchs qualificatifs pour l'Euro.

Les principaux stades utilisés par la sélection yougoslave
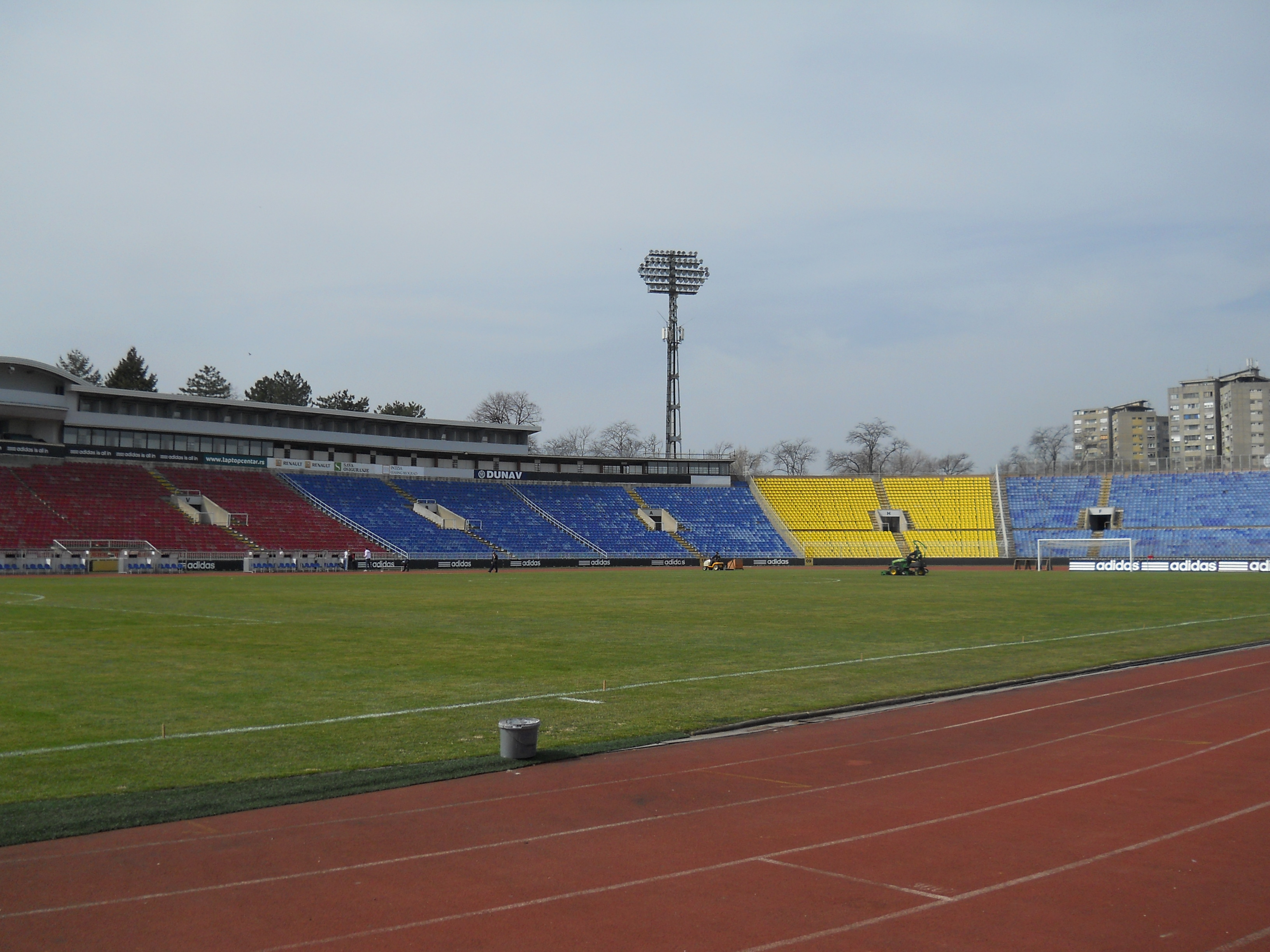
L'ancien JNA Stadion, devenu Stade du Partizan, à Belgrade.
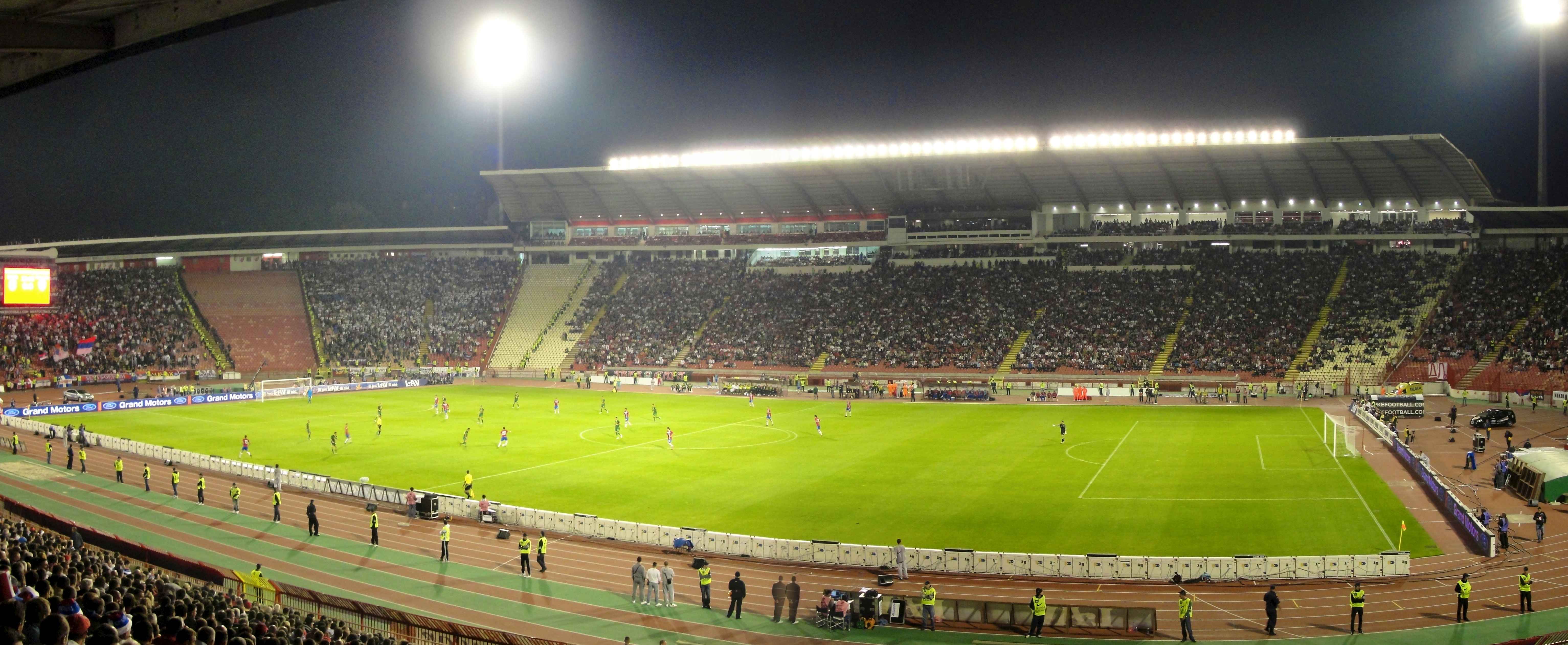
Le Stade de l'Étoile rouge accueille aujourd'hui la Serbie.
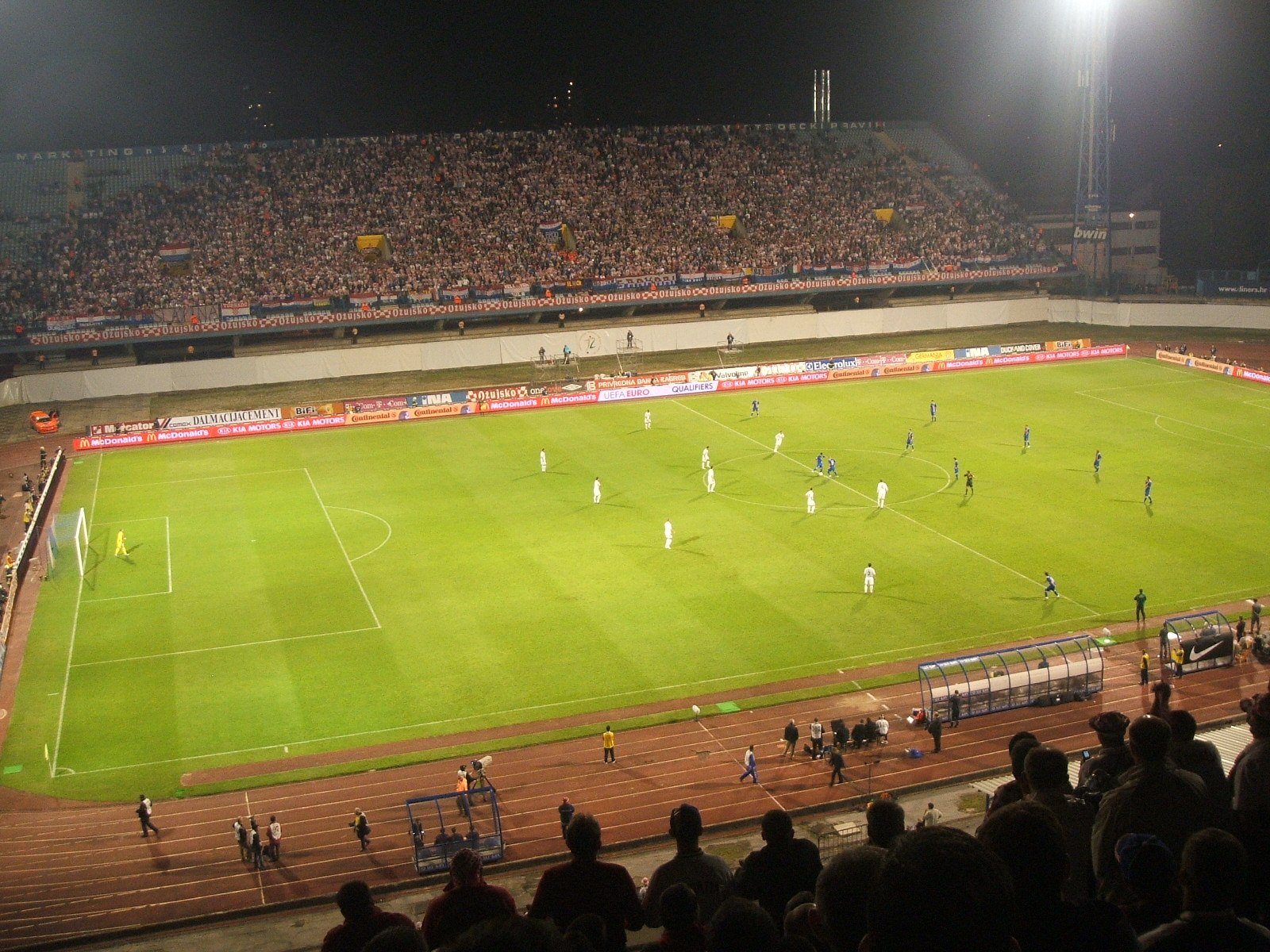
Le Stade Maksimir accueille aujourd'hui la Croatie.

## Personnalités historiques

### Sélectionneurs
| Entraîneur          | Période   | M   |
| ------------------- | --------- | --- |
| Boško Simonović     | 1930-1940 | 43  |
| Milorad Arsenijević | 1946-1954 | 59  |
| Aleksandar Tirnanić | 1946-1966 | 120 |
| Miljan Miljanić     | 1965-1982 | 49  |
| Vujadin Boškov      | 1966-1973 | 29  |
| Ivica Osim          | 1986-1992 | 53  |

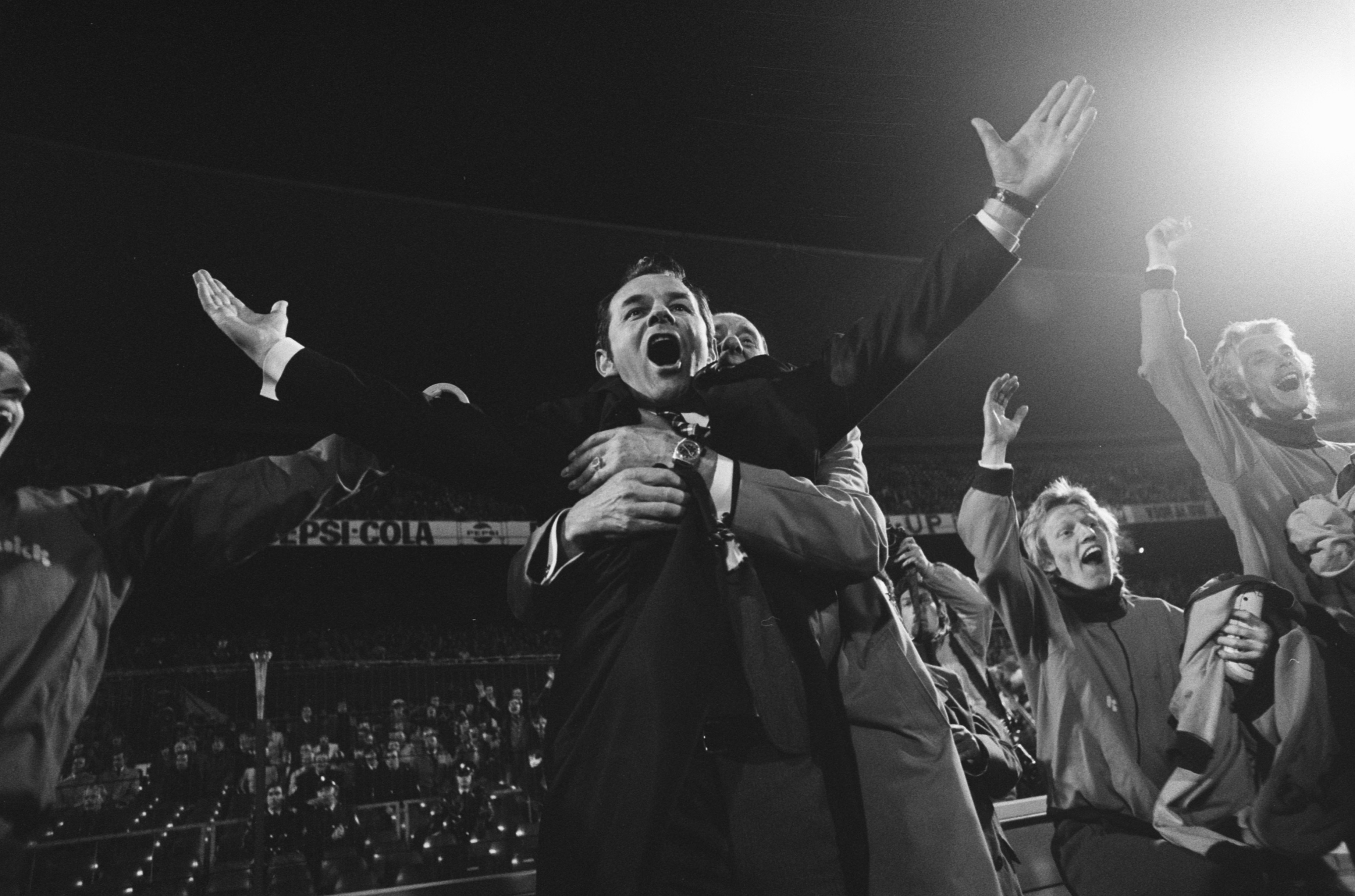
Boškov en 1975.

Tout au long de l'histoire de l'équipe de Yougoslavie, de 1920 à 1992, la fédération nomme vingt-deux sélectionneurs différents, tous yougoslaves (dont un, Slavko Luštica, n'a pas le temps de diriger de rencontre), et fait appel à quatorze commissions. Ces dernières comptent jusqu'à cinq techniciens, généralement passés par les principaux clubs du pays.
Les premiers sélectionneurs sont croates : Veljko Ugrinić, un des joueurs fondateurs du PNIŠK Zagreb et de la fédération yougoslave, évincé juste avant les JO de 1924 malgré un bilan en progrès ; Todor Sekulić, qui ne résiste pas à la sévère défaite face à l'Uruguay, futur champion olympique ; Dušan Zinaja, ancien international lui-même et sportif accompli ; enfin Ante Pandaković, qui dirige la sélection aux JO de 1928. Le déménagement du siège de la fédération de Zagreb à Belgrade en 1930, et la crise qui s'ensuivit, marque le début d'une reprise en main des Serbes sur la sélection, même si, à l'exception de la Coupe du monde 1930, le groupe est toujours composé de joueurs des deux pays. À partir de 1930 et à l’exception notable du Croate Ante Mladinić au milieu des années 1970, les sélectionneurs lors des compétitions internationales sont toujours issus de la communauté serbe, et cela jusqu'en 1986. La nomination d'Ivica Osim, un Bosniaque qui se revendique alors avant tout comme Yougoslave, coïncide avec la constitution d'une sélection particulièrement mixte, faisant un appel inédit aux différentes minorités du pays.
Le principal titre remporté par la sélection, la médaille d'or aux Jeux olympiques de Rome en 1960, est attribué à Aleksandar Tirnanić, issu du BSK Belgrade, qui est alors accompagné de Dragomir Nikolić et Ljubomir Lovrić, de l'Étoile rouge de Belgrade.
Tirnanić est le technicien qui a géré le plus de rencontres de la sélection, indépendamment ou en commission (120 ou 125). Osim, le dernier sélectionneur, assure la plus longue série ininterrompue (51 matchs).
| Entraîneur                                                                          | Période   |
| ----------------------------------------------------------------------------------- | --------- |
| Veljko Ugrinić                                                                      | 1920-1924 |
| Todor Sekulić                                                                       | 1924      |
| Dušan Zinaja                                                                        | 1924-1925 |
| Ante Pandaković (hr)                                                                | 1926-1930 |
| Boško Simonović                                                                     | 1930-1932 |
| Branislav Veljković                                                                 | 1933      |
| Boško Simonović                                                                     | 1933-1934 |
| Ivo Šuste (hr), Mata Miodragović, Petar Pleše                                       | 1934-1935 |
| Boško Simonović                                                                     | 1935      |
| Nikola Simić                                                                        | 1936      |
| Svetozar Popović                                                                    | 1937-1938 |
| Svetozar Popović                                                                    | 1939      |
| Boško Simonović                                                                     | 1939      |
| Boško Simonović                                                                     | 1939-1940 |
| Svetozar Popović                                                                    | 1940-1941 |
| Milorad Arsenijević, Aleksandar Tirnanić                                            | 1946-1948 |
| Milorad Arsenijević                                                                 | 1949-1952 |
| Milorad Arsenijević, Aleksandar Tirnanić, Leo Lemešić                               | 1952-1954 |
| Branko Pešić, Aleksandar Tirnanić, Leo Lemešić, Franjo Wölfl, Milovan Ćirić         | 1954      |
| Aleksandar Tirnanić                                                                 | 1955-1958 |
| Aleksandar Tirnanić, Ljubomir Lovrić, Dragomir Nikolić                              | 1959-1961 |
| Ljubomir Lovrić, Prvoslav Mihajlović, Hugo Ruševljanin (en)                         | 1961-1963 |
| Ljubomir Lovrić, Hugo Ruševljanin (en)                                              | 1963-1964 |
| Ljubomir Lovrić                                                                     | 1964      |
| Aleksandar Tirnanić, Milan Antolković, Miljan Miljanić, Abdullah Gegiç              | 1965      |
| Aleksandar Tirnanić, Miljan Miljanić, Rajko Mitić, Vujadin Boškov, Branko Stanković | 1966      |
| Aleksandar Tirnanić, Miljan Miljanić                                                | 1966      |
| Aleksandar Tirnanić, Milan Antolković, Miljan Miljanić                              | 1966      |
| Rajko Mitić                                                                         | 1967-1970 |
| Vujadin Boškov                                                                      | 1971-1973 |
| Miljan Miljanić, Milan Ribar, Sulejman Rebac (en), Tomislav Ivić, Milovan Ćirić     | 1973-1974 |
| Ante Mladinić                                                                       | 1974-1976 |
| Ivan Toplak                                                                         | 1976-1977 |
| Marko Valok, Stevan Vilotić (en), Gojko Zec                                         | 1977      |
| Dražan Jerković                                                                     | 1978      |
| Ante Mladinić                                                                       | 1978      |
| Slavko Luštica                                                                      | 1978      |
| Stevan Vilotić (en)                                                                 | 1978      |
| Miljan Miljanić                                                                     | 1979-1982 |
| Todor Veselinović                                                                   | 1982-1984 |
| Miloš Milutinović                                                                   | 1984-1985 |
| Ivan Toplak, Ivica Osim                                                             | 1986      |
| Ivica Osim                                                                          | 1986-1992 |

### Joueurs emblématiques
| Sélections | Joueur           | Période   | Buts |
| ---------- | ---------------- | --------- | ---- |
| 85         | Dragan Džajić    | 1964-1979 | 23   |
| 70         | Zlatko Vujović   | 1979-1990 | 25   |
| 65         | Branko Zebec     | 1951-1961 | 17   |
| 63         | Stjepan Bobek    | 1946-1956 | 38   |
| 61         | Faruk Hadžibegić | 1982-1992 | 6    |

| Buts | Joueur             | Période   | Sélections |
| ---- | ------------------ | --------- | ---------- |
| 38   | Stjepan Bobek      | 1946-1956 | 63         |
| 37   | Milan Galić        | 1959-1965 | 51         |
| 36   | Blagoje Marjanović | 1926-1938 | 57         |
| 32   | Rajko Mitić        | 1946-1957 | 59         |
| 29   | Dušan Bajević      | 1970-1979 | 37         |

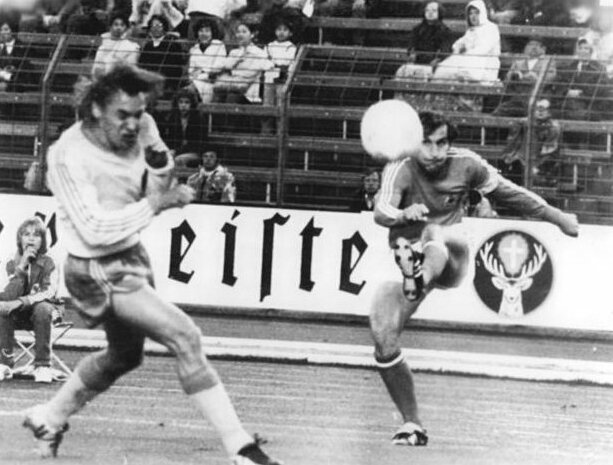
Džajić (ici à droite, en 1974), tenant du record du nombre de sélections.

Artur Dubravčić reste le premier capitaine de l'histoire de la sélection, qui peut compter notamment sur Rudolf Rupec, un ancien international autrichien. Parmi les titulaires récurrents, Emil Perška participe aux trois premières olympiades de 1920, 1924 et 1928, et Milutin Ivković est le premier à atteindre le cap des 20 sélections début 1930. Blagoje Marjanović, longtemps meilleur buteur de la sélection avec 36 buts en 57 matchs entre 1926 et 1938, est une vedette d'avant-guerre. Ivković et Marjanović sont de la première victoire de prestige de la sélection, contre le Brésil lors de la Coupe du monde de 1930 à Montevideo (2-1), tout comme Aleksandar Tirnanić et Milorad Arsenijević, deux autres cadres de l'équipe. La Yougoslavie présente ce jour-là la plus jeune équipe de l'histoire de la Coupe du monde avec 21 ans et 258 jours de moyenne. Pour la compétition l'équipe est pourtant privée de plusieurs de ses meilleurs joueurs de Croatie, parmi lesquels Maksimilijan Mihelčič, Danijel Premerl et Antun Bonačić.
Après la guerre, la sélection renaît de ses cendres avec une impressionnante génération de talents, qui ont l'interdiction de jouer à l'étranger avant d'avoir 27 ans. La sélection va atteindre plusieurs fois la finale des Jeux olympiques : le gardien de but Vladimir Beara, considéré comme le meilleur de l'histoire de la sélection, le défenseur Ivan Horvat, le demi Prvoslav Mihajlović, les attaquants Bobek et Boškov, les frères Željko et Zlatko Čajkovski. Bobek est avec 38 buts l'attaquant le plus prolifique de l'histoire de la sélection yougoslave, devant Marjanović. International de 1946 à 1956, il a aussi longtemps détenu le record du nombre de capes en équipe nationale. En 1953, dans le cadre du match-évènement entre l'Angleterre et le « Reste de l'Europe » pour les 90 ans de la Fédération anglaise, quatre Yougoslaves sont appelés : Beara, Čajkovski, Branko Zebec et Bernard Vukas.
Il faut quatre finales olympiques à la Yougoslavie pour enfin remporter la médaille d'or en 1960. Parmi les champions olympiques, les joueurs majeurs sont Milan Galić et Fahrudin Jusufi du Partizan, Vladimir Durković et Bora Kostić de l’Étoile rouge, Željko Perušić et Željko Matuš du Dinamo Zagreb. Un groupe très proche atteint la finale de l'Euro 1960 mais s'y incline. Le défenseur Durković et les attaquants Šekularac, Kostić et Galić figurent dans l'équipe-type du tournoi. En 1962, la Yougoslavie termine 4e de la Coupe du monde. Dražan Jerković termine co-meilleur buteur de la compétition et Dragoslav Šekularac apparaît dans l'équipe type de la compétition. Josip Skoblar fait alors ses débuts en attaque ; il sera en 1971 (quatre ans après sa dernière sélection) le premier Yougoslave à remporter le Soulier d'or européen en 1971, alors qu'il porte les couleurs de l'Olympique de Marseille. Malgré les bons résultats du Partizan Belgrade et du Dinamo Zagreb sur la scène européenne, et l'éclosion de Velibor Vasović et du gardien Šoškić au Partizan, de Jerković, Marković et Zambata au Dinamo, la sélection n'obtient pas de résultat notable lors des compétitions suivantes.
En 1968, les Yougoslaves sont tout proches de remporter le championnat d'Europe. Ils disposent alors avec Dragan Džajić, vedette de l’Étoile rouge, d'un ailier gauche de grand talent, considéré comme un des meilleurs spécialistes de l'histoire. Džajić brille par sa polyvalence, qui lui permet d'être aussi bien ailier, buteur, passeur que tireur de coup franc. Cette année-là, il est nommé meilleur joueur du championnat d'Europe et termine 3e au classement du Ballon d'or. Avec 85 sélections de 1964 à 1979, Džajić détient le record du nombre de capes avec la Yougoslavie. Lors de l'Euro 1968, le défenseur droit Mirsad Fazlagić et l'infatigable milieu Ivica Osim accompagnent Džajić au sein de l'équipe-type du tournoi. Le gardien de but Ilija Pantelić et l'attaquant Vahidin Musemić sont deux autres piliers de cette sélection.
Le milieu des années 1970 est une nouvelle période de bons résultats. Le gardien de but est Enver Marić. La défense est solidement assurée par les Buljan et Katalinski, l'entre-jeu occupé par Oblak, Petrović et Aćimović, l'attaque menée par l’inoxydable Džajić ou encore Šurjak… L’Étoile rouge de Belgrade de Petrović, le capitaine, et Savić, le buteur, atteint la finale de la Coupe UEFA 1978-1979.
La dernière génération restera peut-être comme la plus brillante de toutes sur le papier. Elle rassemble entre autres les Croates Šuker, Boban, Prosinečki, Jarni, Bokšić et Štimac, les Serbes Stojković, Jugović, Mihajlović, les Monténégrins Savićević, 2e au Ballon d'or 1991, et Mijatović, le Macédonien Pančev, Soulier d'or européen en 1991, etc. Malgré le support et l'expérience des Sušić, Hadžibegić, Jozić et Vujović, elle est éliminée en quart de finale de la Coupe du monde 1990 et n'aura pas le temps de remporter les titres que sa victoire en Coupe du monde des moins de 20 ans 1987 lui permettait d'espérer. Lors de la Coupe du monde 1998, les Serbo-Monténégrins (en tant que « république fédérale de Yougoslavie ») et les Croates ne s'inclineront respectivement qu'en 8e et en demi-finale, face aux Pays-Bas et à la France, pays hôte et futur vainqueur.

## Statistiques

### Nations rencontrées
D'après la Fédération de Serbie de football, la sélection de Yougoslavie a disputé 511 matchs dans son histoire. À ses débuts, elle privilégie les rencontres au sein de la Petite entente (Tchécoslovaquie, face à laquelle elle dispute leur premier match respectif, et Roumanie, face à laquelle elle dispute 41 matchs au total), et plus généralement ses voisins géographiques, notamment dans le cadre de la Coupe des Balkans.

Nombre de matchs disputés contre l'équipe de Yougoslavie de football :
Moins de cinq matchs
De cinq à neuf matchs
De dix à vingt matchs
Plus de vingt matchs
Plus de quarante matchs

En 17 matchs avec l'Union soviétique, la Yougoslavie ne l'emporte que deux fois et s'incline à onze reprises, notamment lors d'une finale de championnat d'Europe et une finale olympique. Le premier match entre les deux pays, sur fond de tension politique croissante entre Tito et Staline, les dictateurs des deux pays, s'achève sur un spectaculaire match nul 5-5.
Les sélections de Yougoslavie et du Brésil nourrissent également une relation particulière, née lors de leur première confrontation lors de la Coupe du monde de 1930. En 15 matchs, les « Brésiliens de l'Europe » remportent uniquement deux de leurs premières confrontations.
| Adversaire       | Victoires | Matchs nuls | Défaites | Total   |
| ---------------- | --------- | ----------- | -------- | ------- |
| Roumanie         | 18        | 5           | 18       | 41      |
| Tchécoslovaquie  | 9         | 4           | 18       | 31      |
| Hongrie          | 5         | 9           | 15       | 29      |
| Bulgarie         | 17        | 5           | 6        | 28      |
| Allemagne        | 8         | 3           | 14       | 25      |
| France           | 10        | 7           | 8        | 25      |
| Grèce            | 16        | 2           | 2        | 20      |
| Italie           | 4         | 6           | 8        | 18      |
| Autriche         | 8         | 4           | 5        | 17      |
| Pologne          | 7         | 4           | 6        | 17      |
| Union soviétique | 2         | 4           | 11       | 17      |
| Espagne          | 5         | 4           | 7        | 16      |
| Angleterre       | 4         | 5           | 5        | 14      |
| Brésil           | 2         | 6           | 6 (7)    | 14 (15) |
| Norvège          | 9         | 1           | 2        | 12      |
| Belgique         | 5         | 2           | 4        | 11      |
| Suède            | 5         | 2           | 4        | 11      |
| Turquie          | 7         | 3           | 1        | 11      |

### Records
En termes de résultat record, ses plus larges victoires l'ont été contre le Venezuela (10-0) en Coupe de l'Indépendance du Brésil le 14 juin 1972, contre l'Inde (10-1) aux Jeux olympiques de 1952 le 15 juin et contre le Zaïre (9-0) lors de la Coupe du monde 1974 le 18 juin, égalant ainsi l'écart record dans la compétition.
Ses plus larges défaites, sur le même score de 0-7, datent des années 1920 : le premier match de son histoire, face à la Tchécoslovaquie le 28 août 1920 lors Jeux olympiques de 1920 ; le premier tour des Jeux olympiques de 1924 face à l'Uruguay, la meilleure sélection du monde à l'époque ; enfin un match amical face à la Tchécoslovaquie à Prague le 28 octobre 1925.